# 店屋

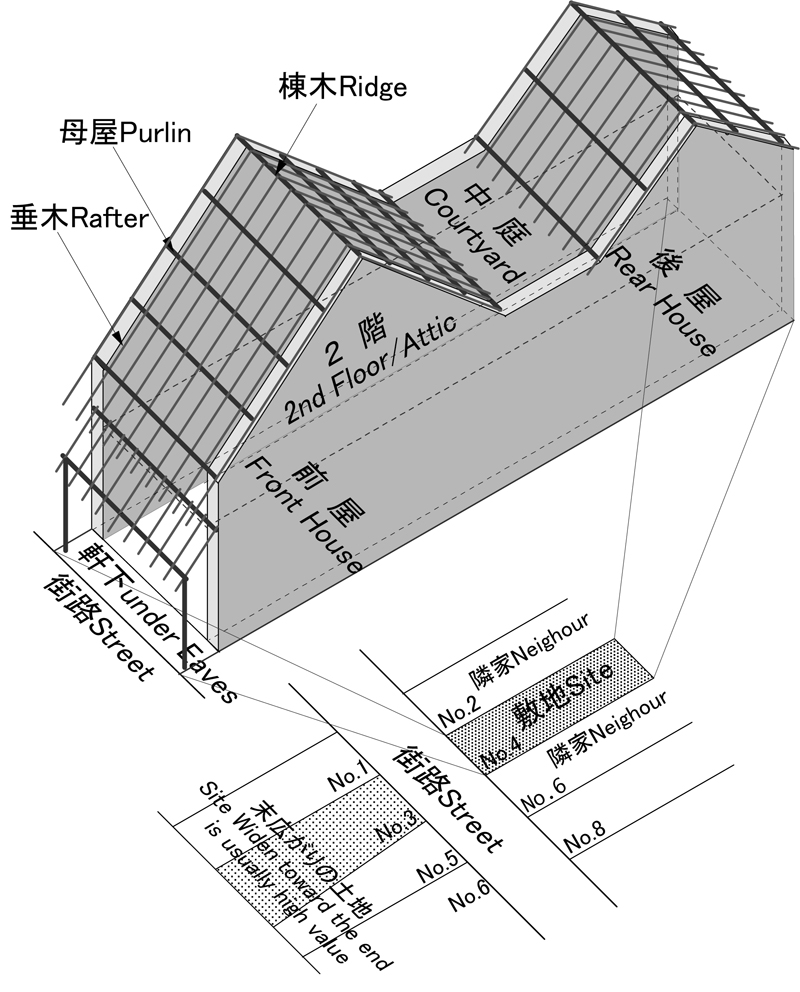
一種店屋的原型

店屋（英語：Shophouse），香港稱為下舖上居（英語意譯：living above store），台灣則常稱為街屋（英語：Townhouse），是常見於華南地區及東南亞的乡土建筑，多為兩至三層高，一樓作店舖使用，二三樓為民居。店舖前設有騎樓，此設計有利通風及避雨。
東南亞不少店屋，礙於稅務及結構規限，都為窄長設計，當地的騎樓因為法例規定為5英尺（1.5）闊，名為五腳基。

## 設計與特徵

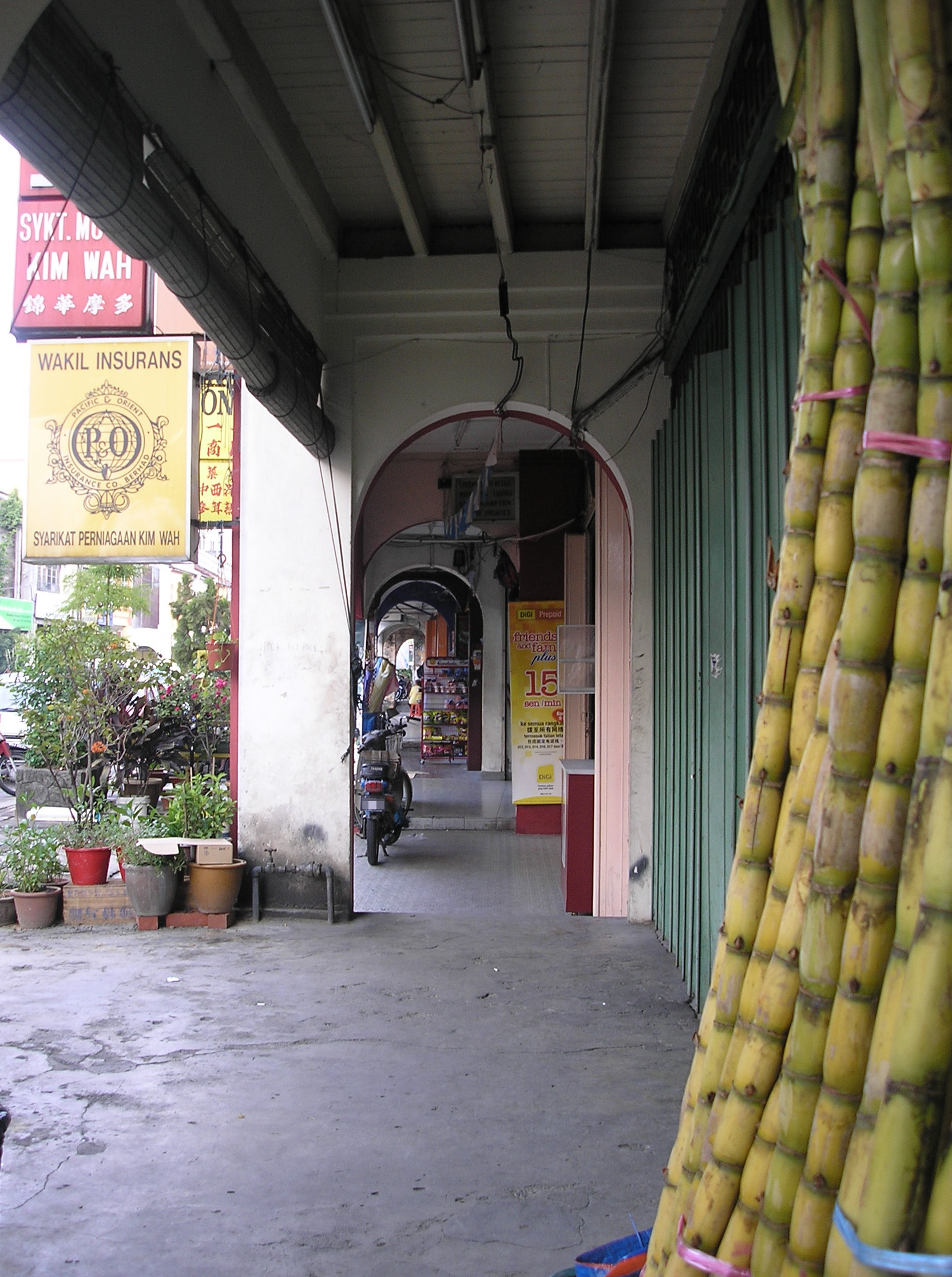
店屋的門廊

## 分布

### 新加坡

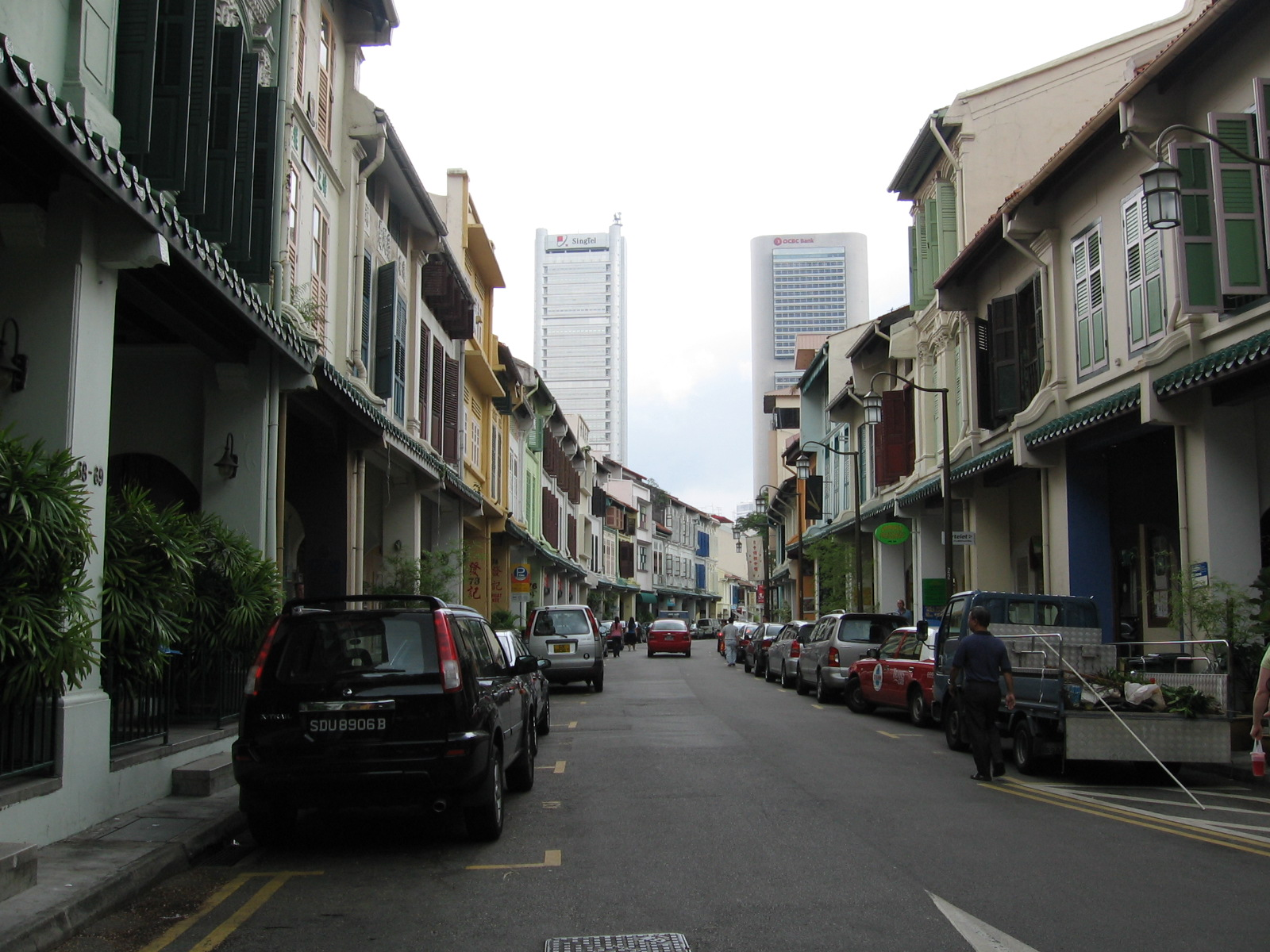
星加坡廈門街兩旁的店屋

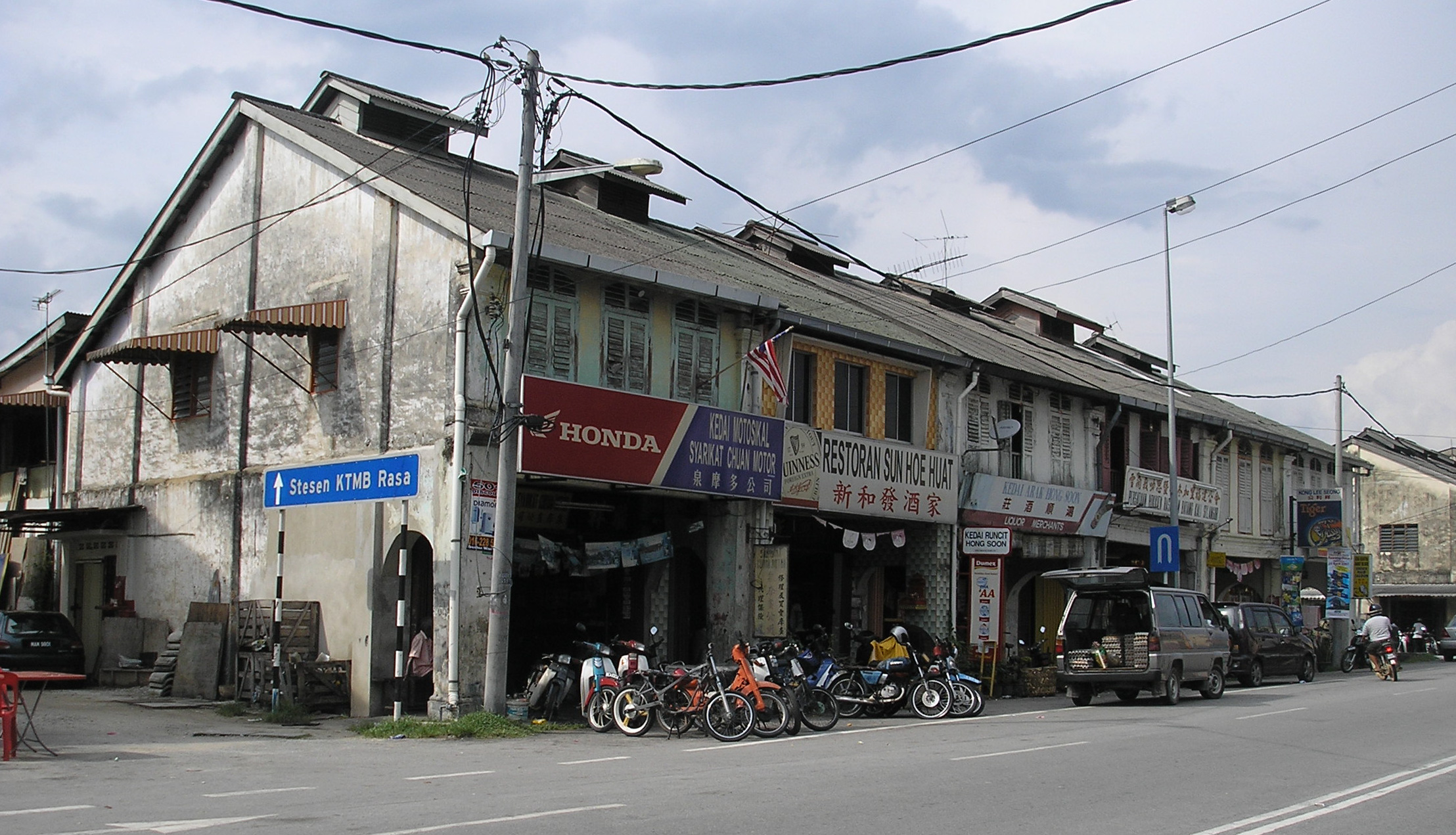
馬來西亞雪蘭莪的店屋

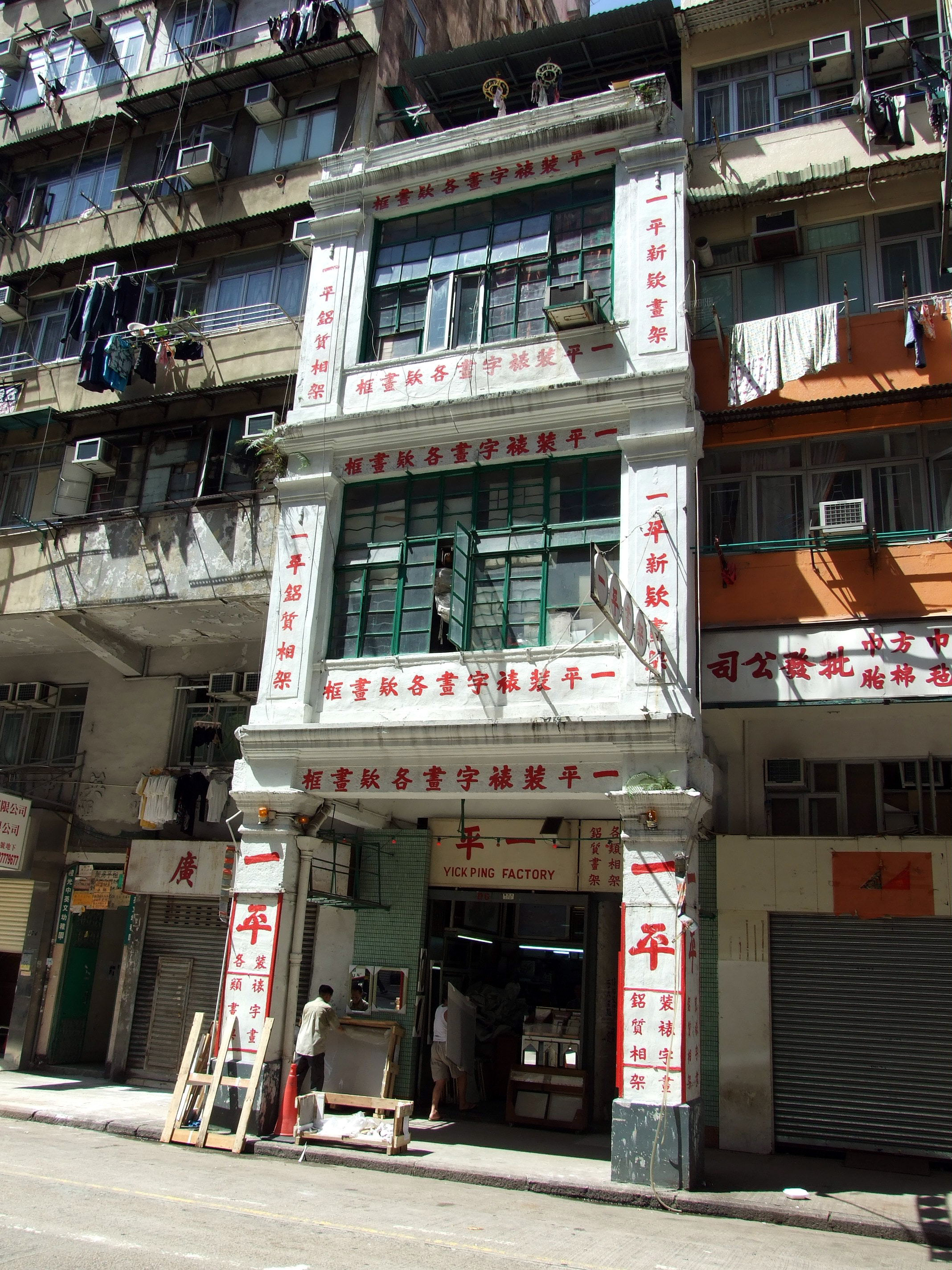
香港深水埗醫局街170號的下舖上居

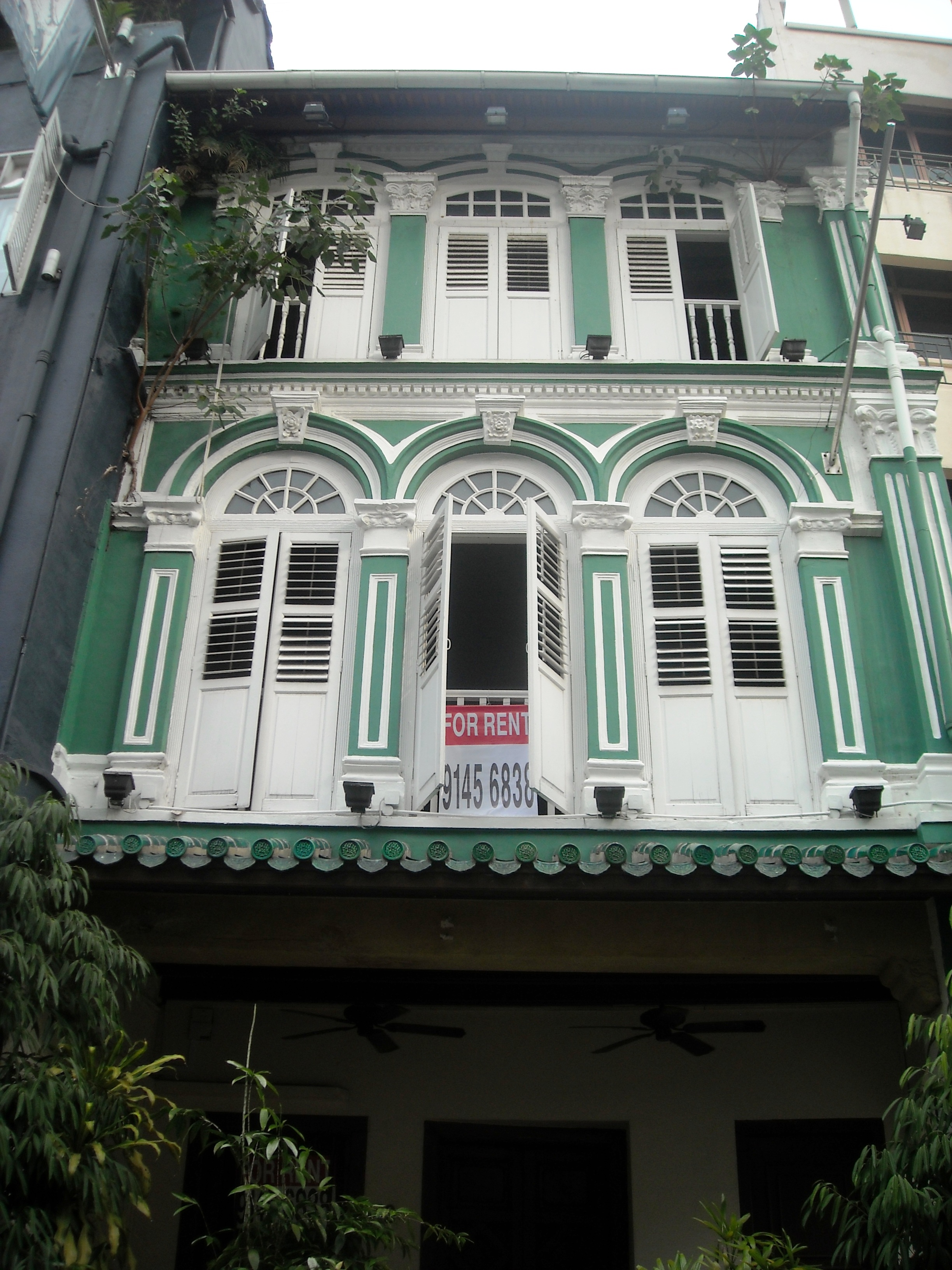
星加坡的店屋
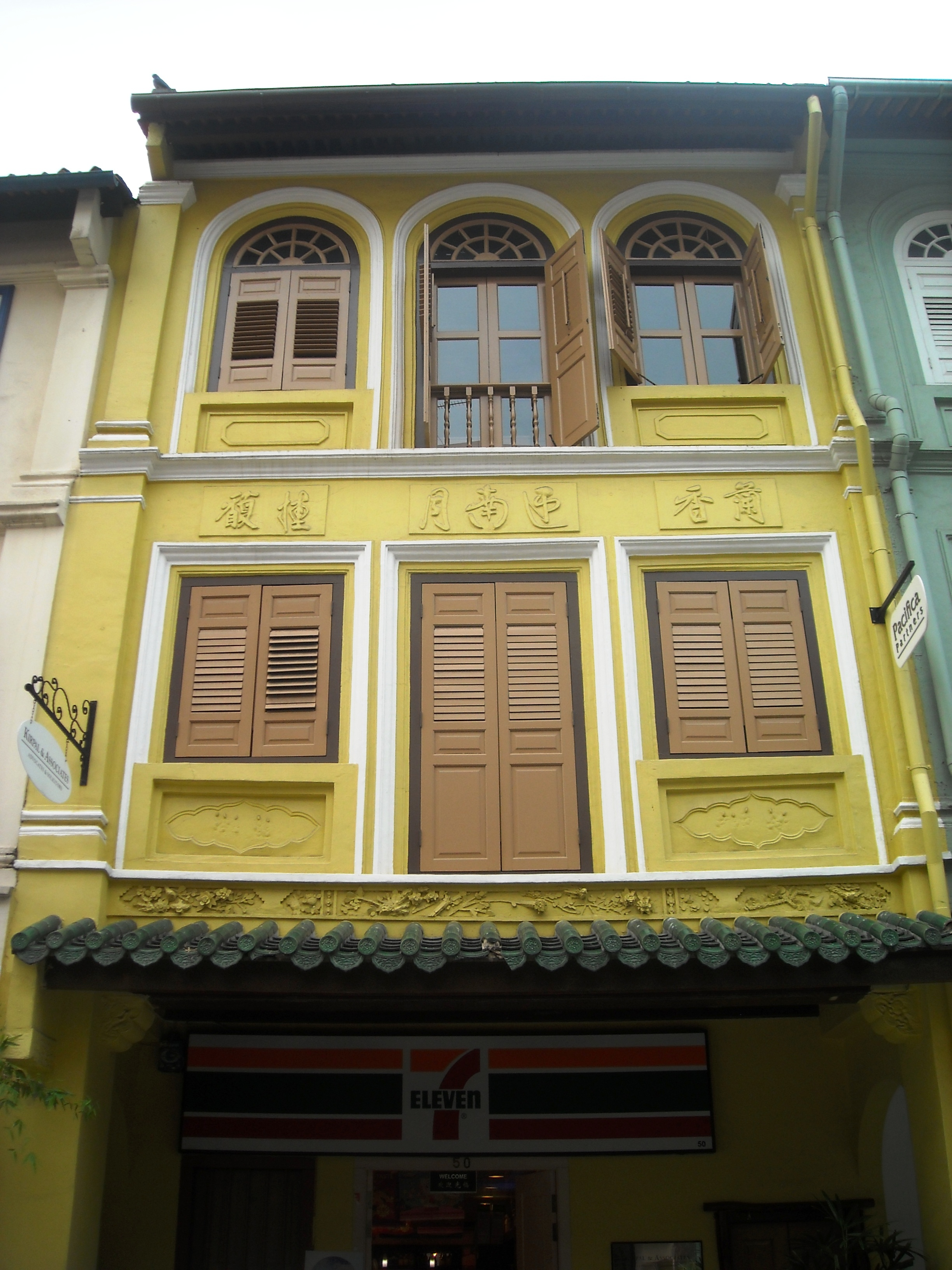
星加坡的店屋
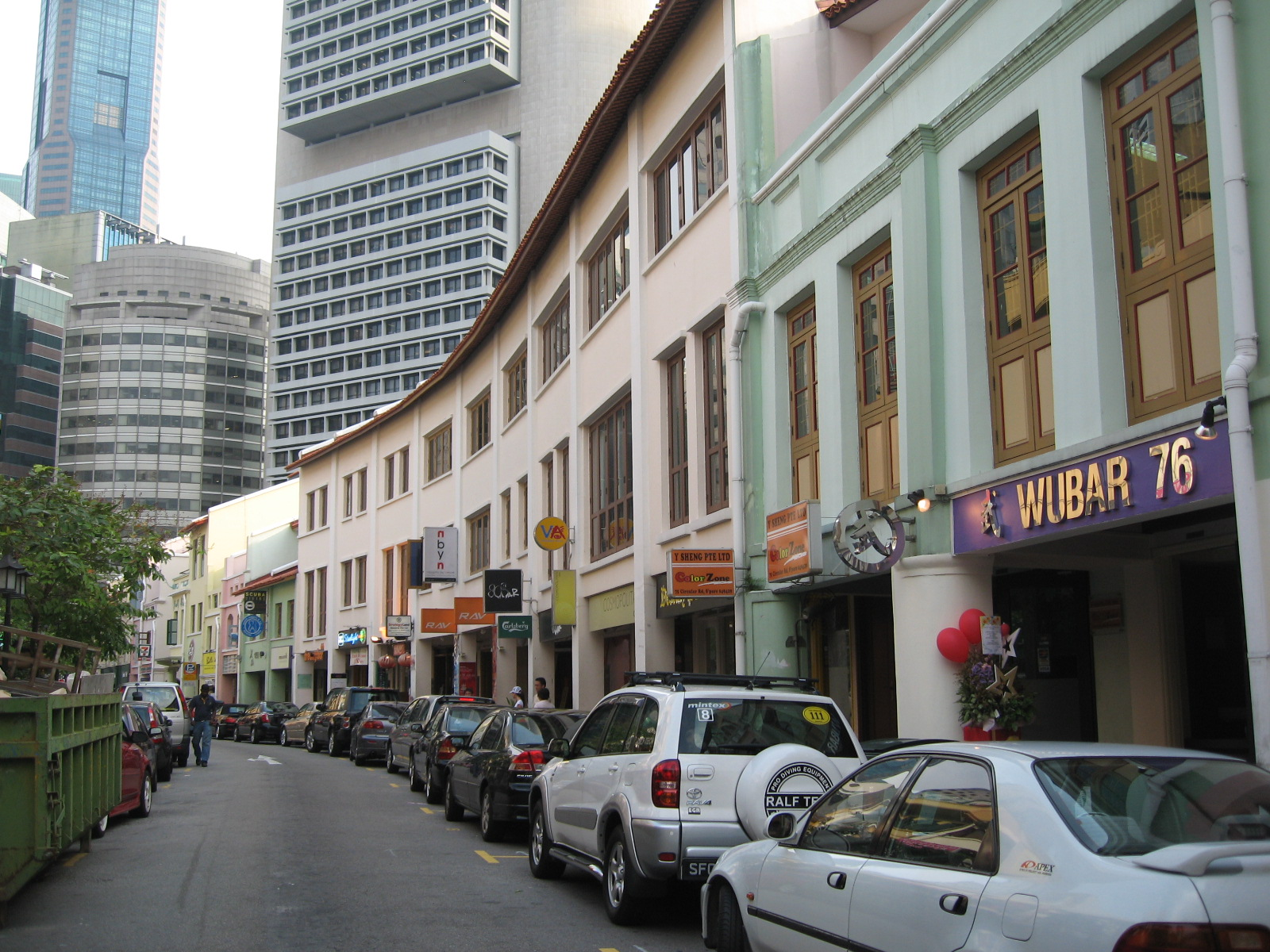
星加坡的店屋
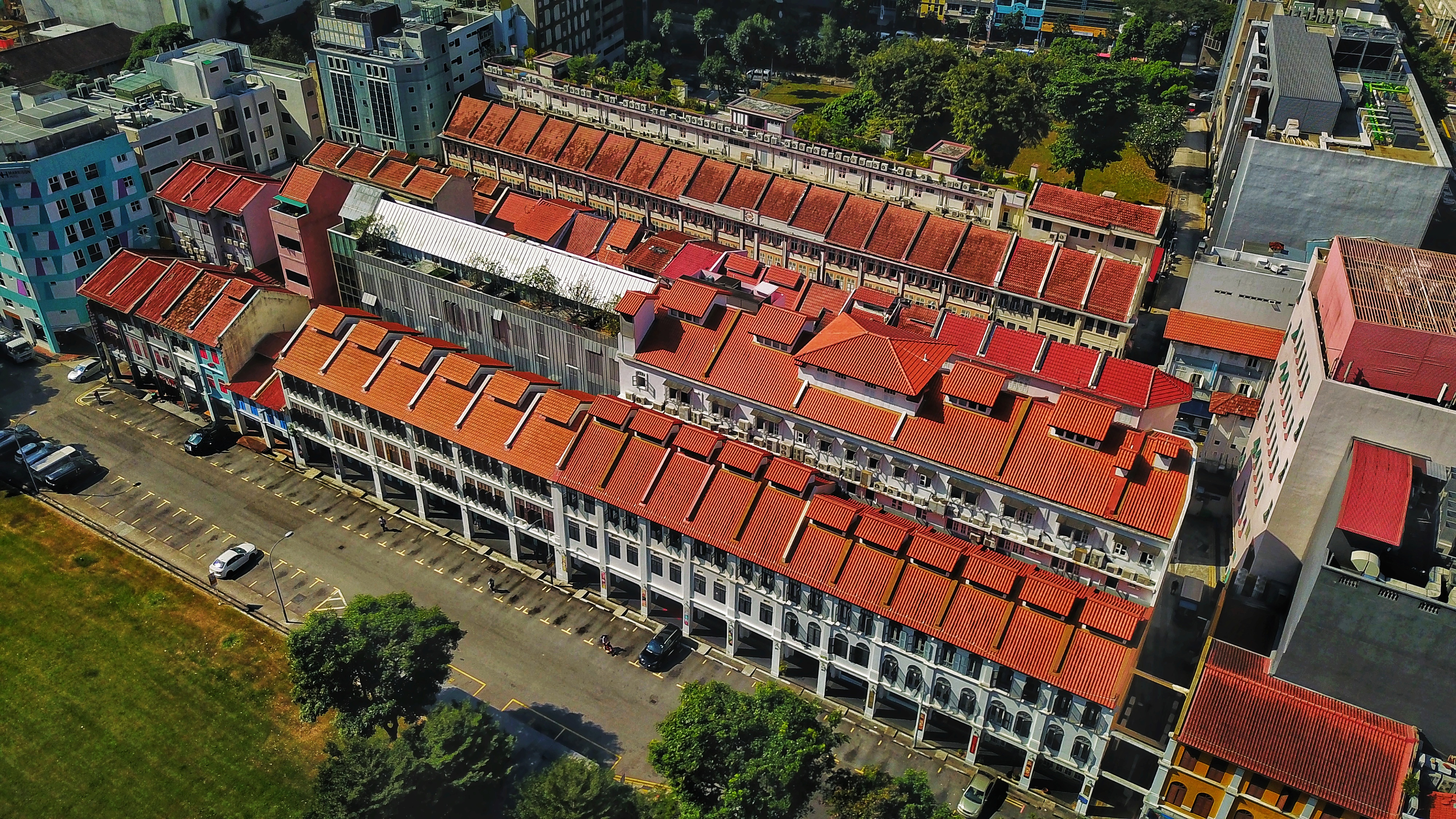
星加坡陳桂蘭街的店屋
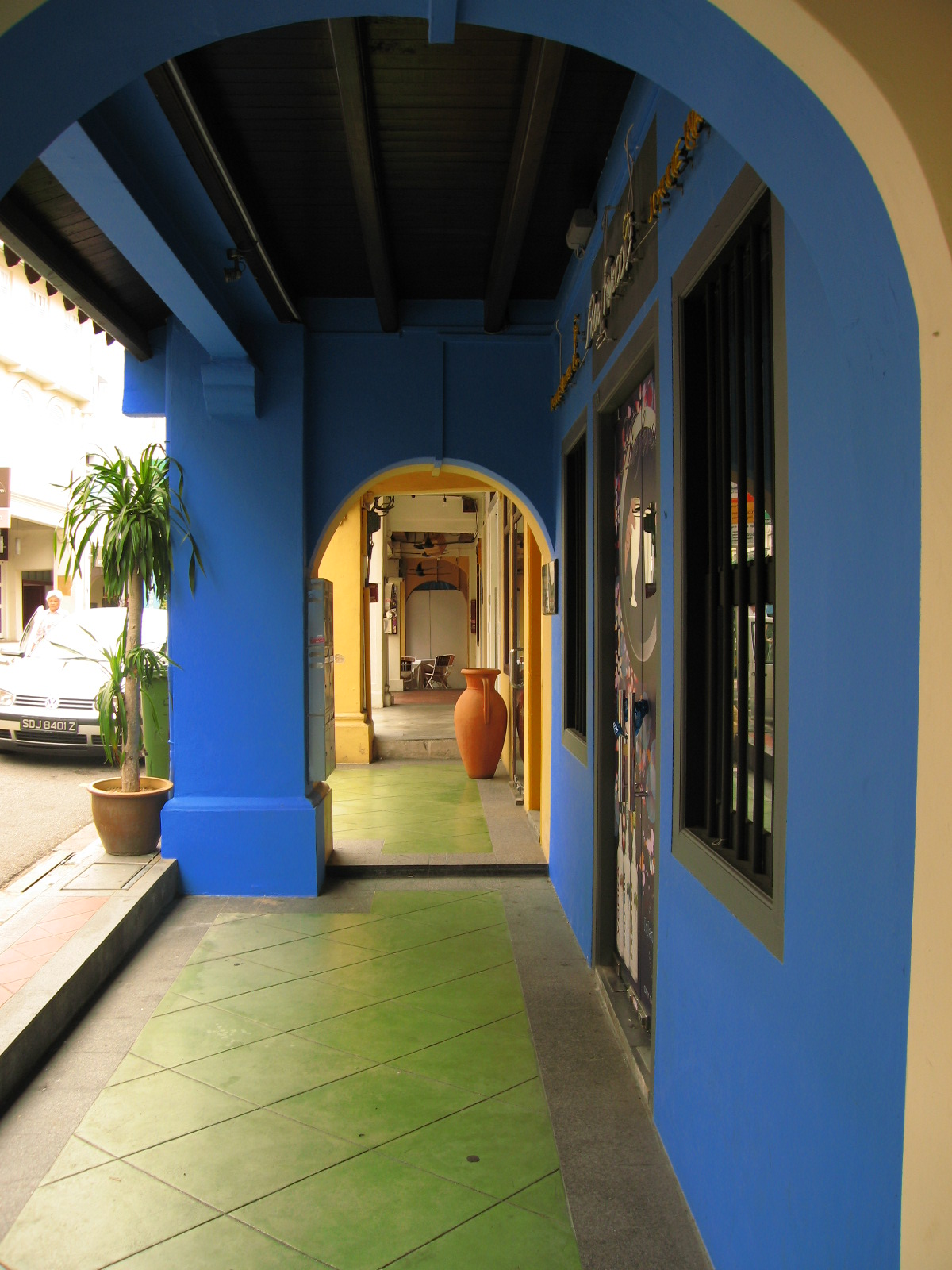
星加坡的五腳基
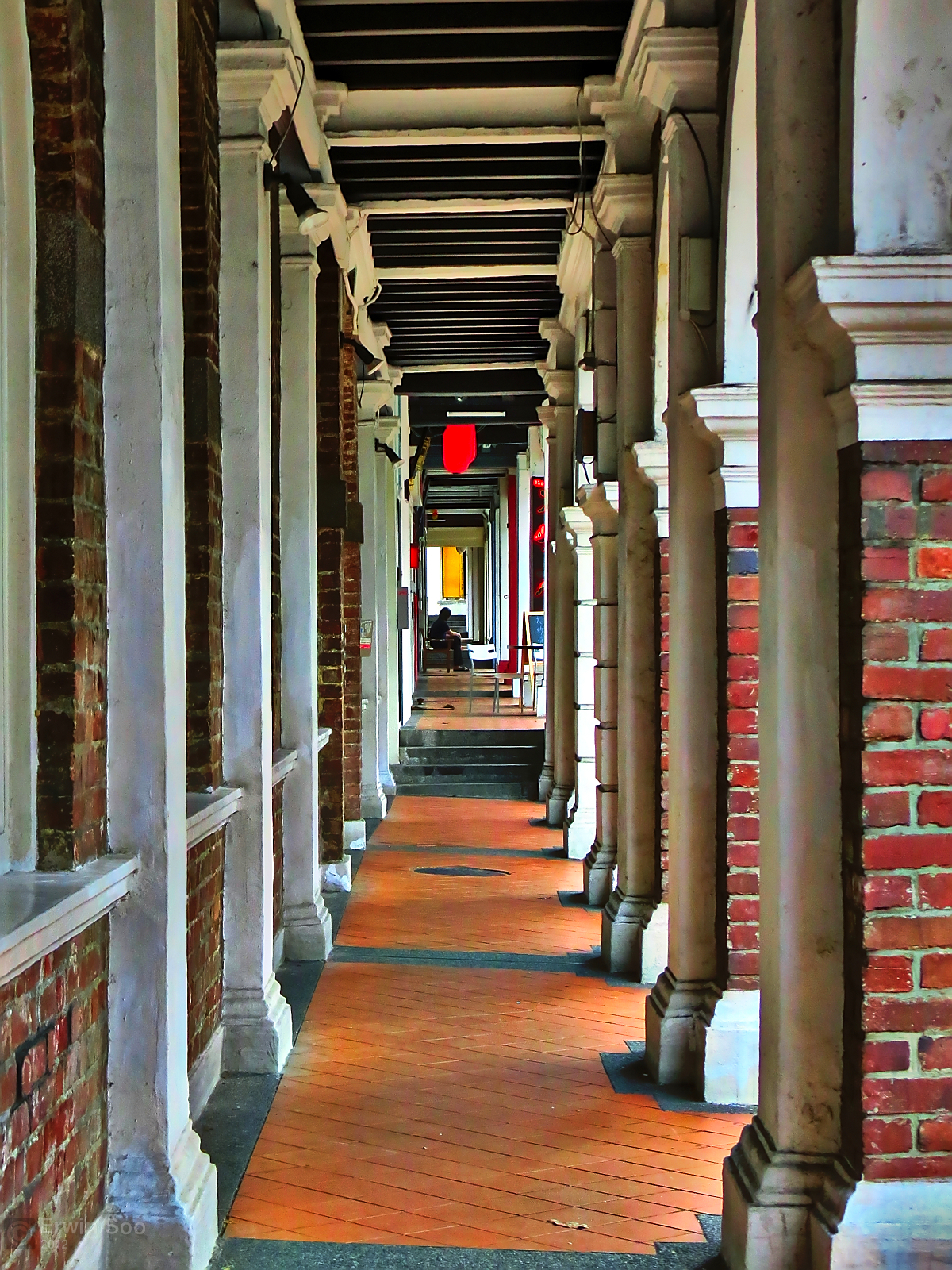
星加坡的五腳基
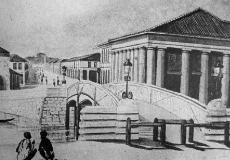
1840年的星加坡店屋

### 馬來西亞

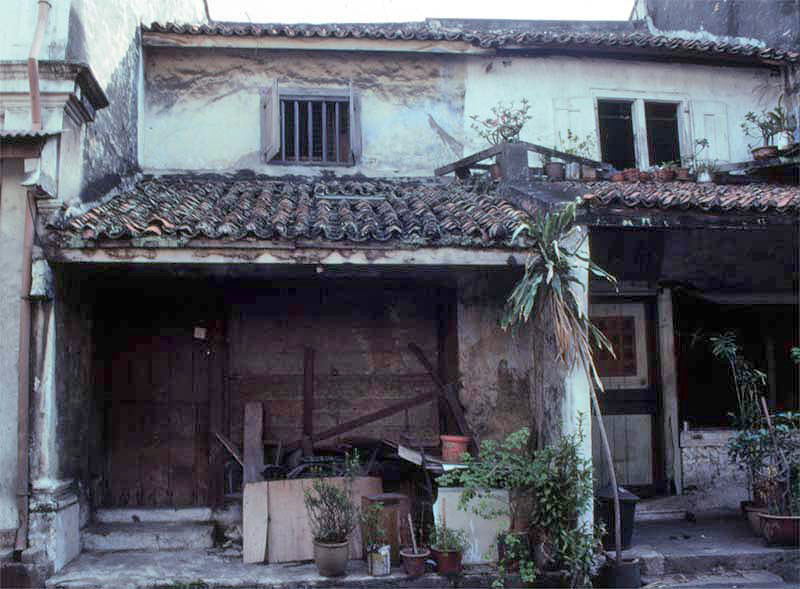
馬六甲的店屋
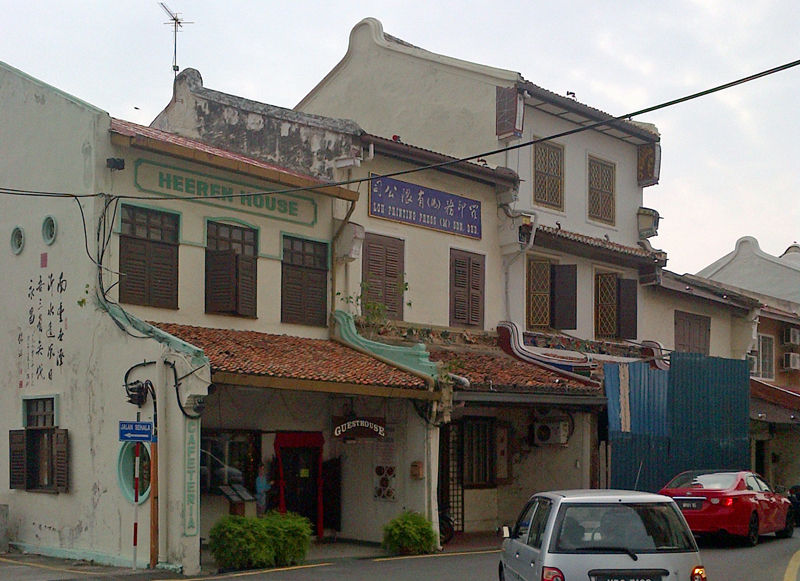
馬六甲的店屋
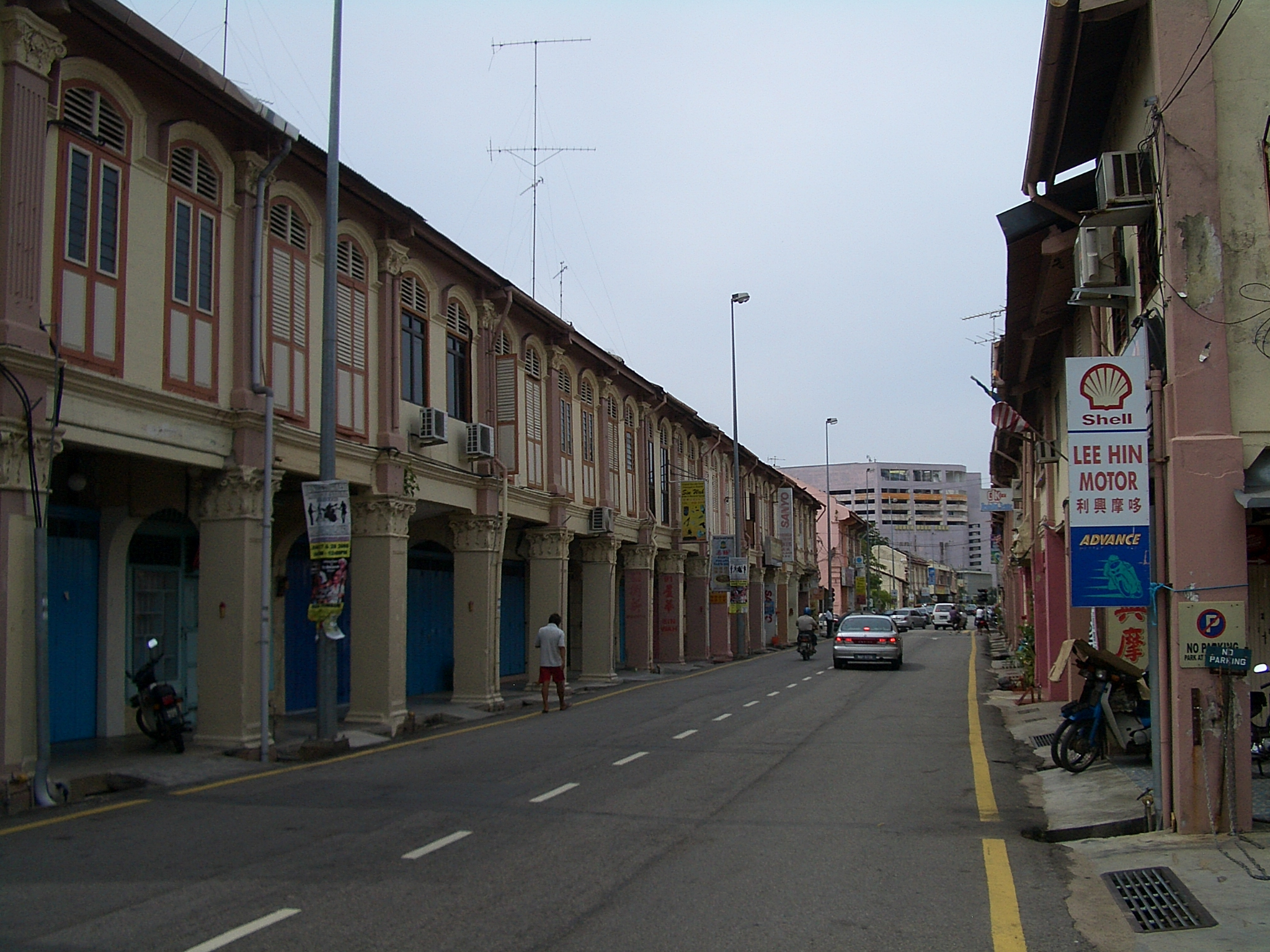
馬六甲的店屋
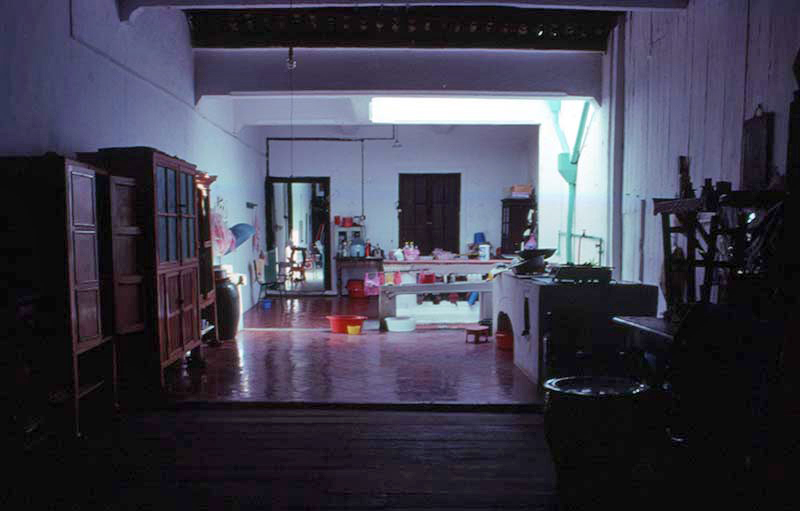
馬六甲的店屋
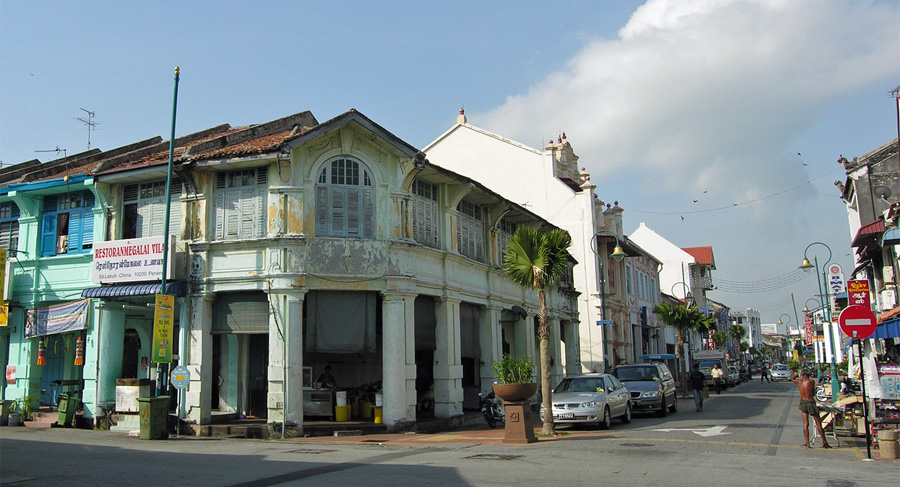
檳城的店屋
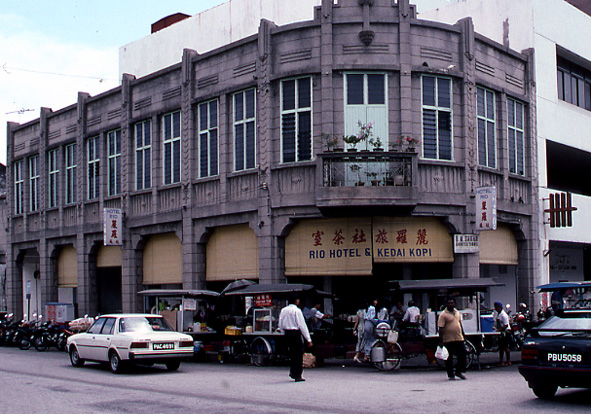
檳城的店屋
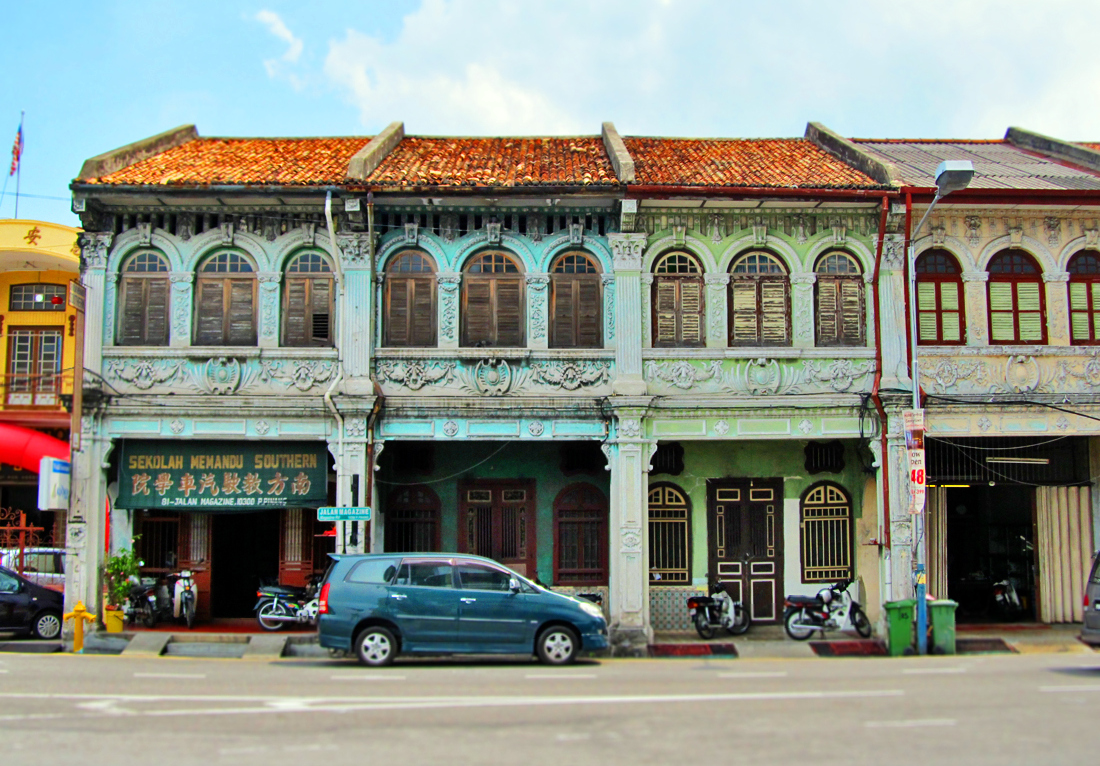
檳城的店屋
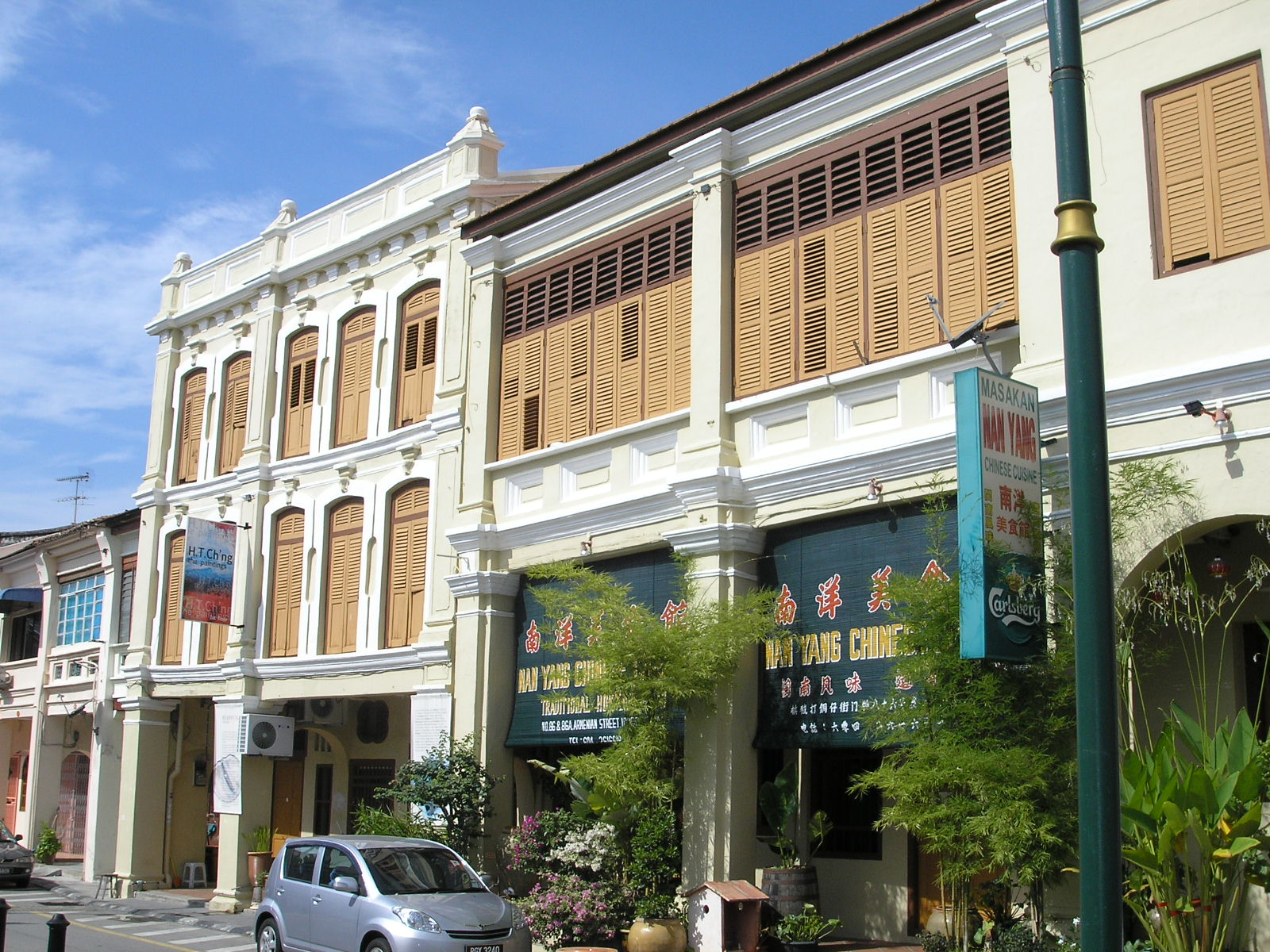
檳城的店屋
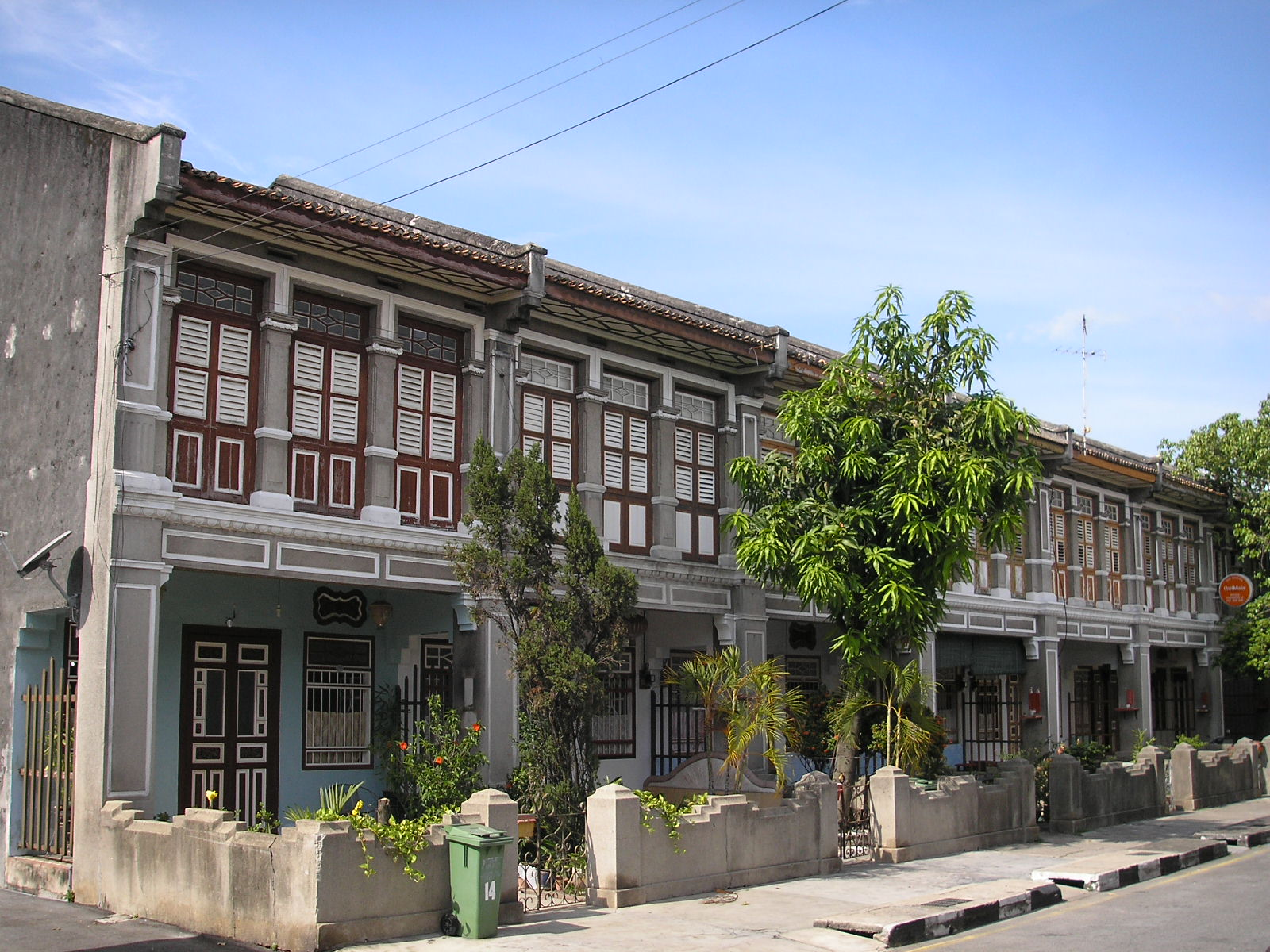
檳城的店屋
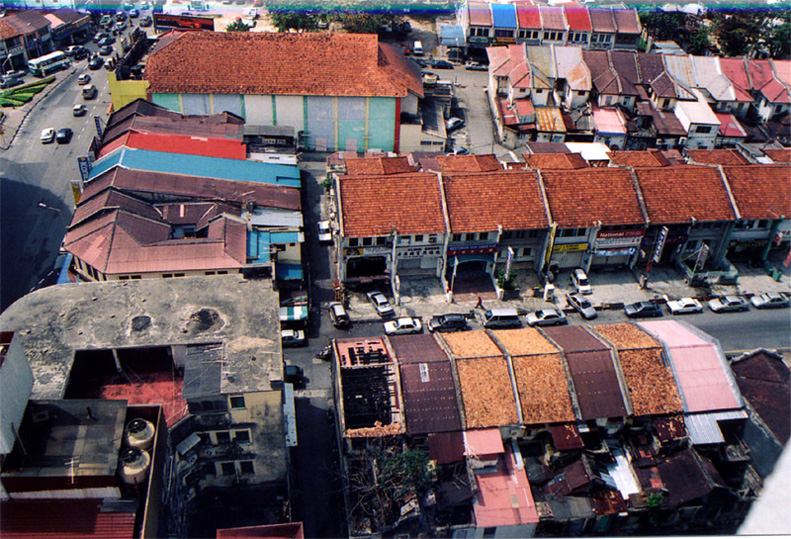
檳城的店屋
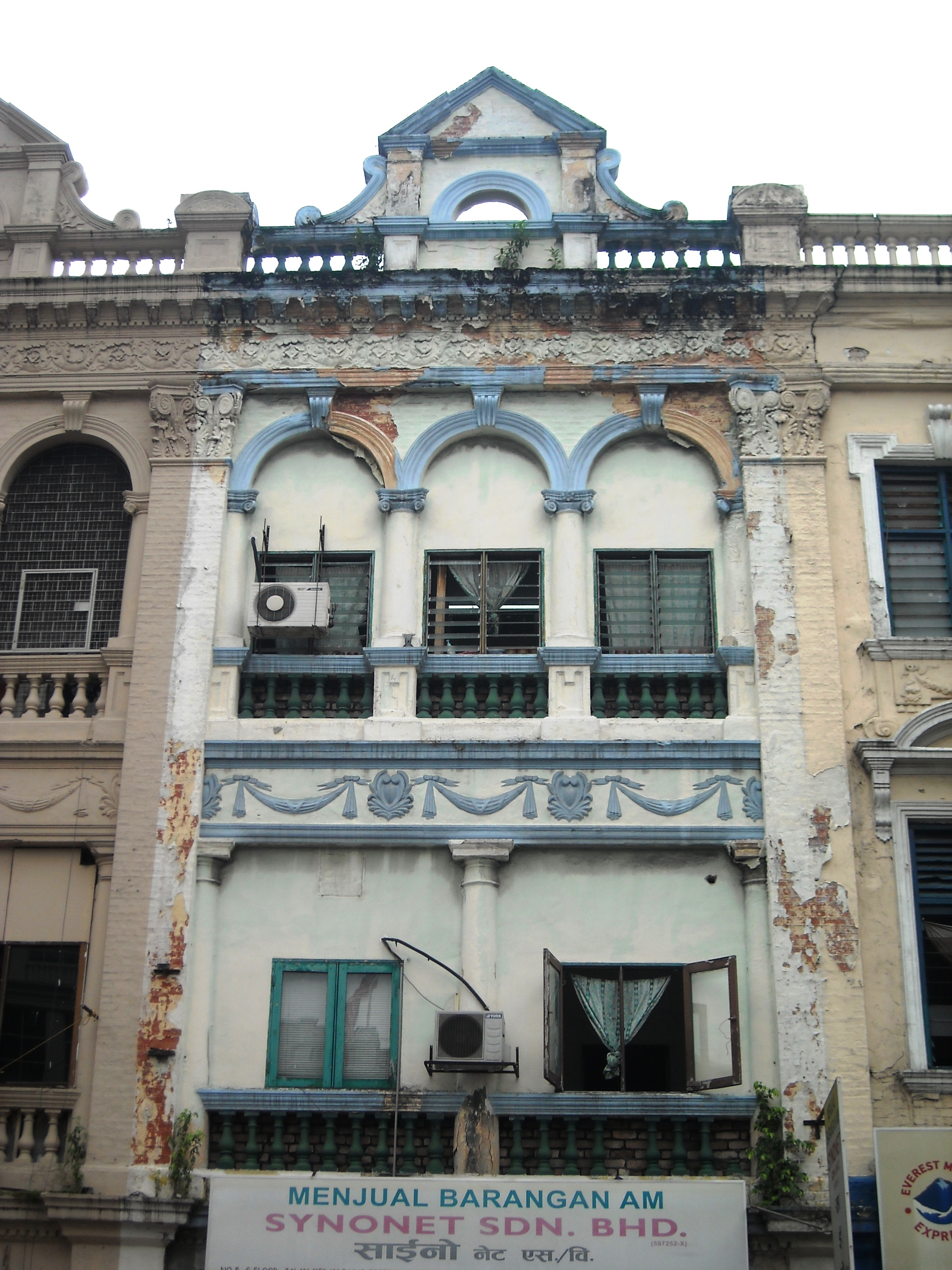
吉隆坡的店屋
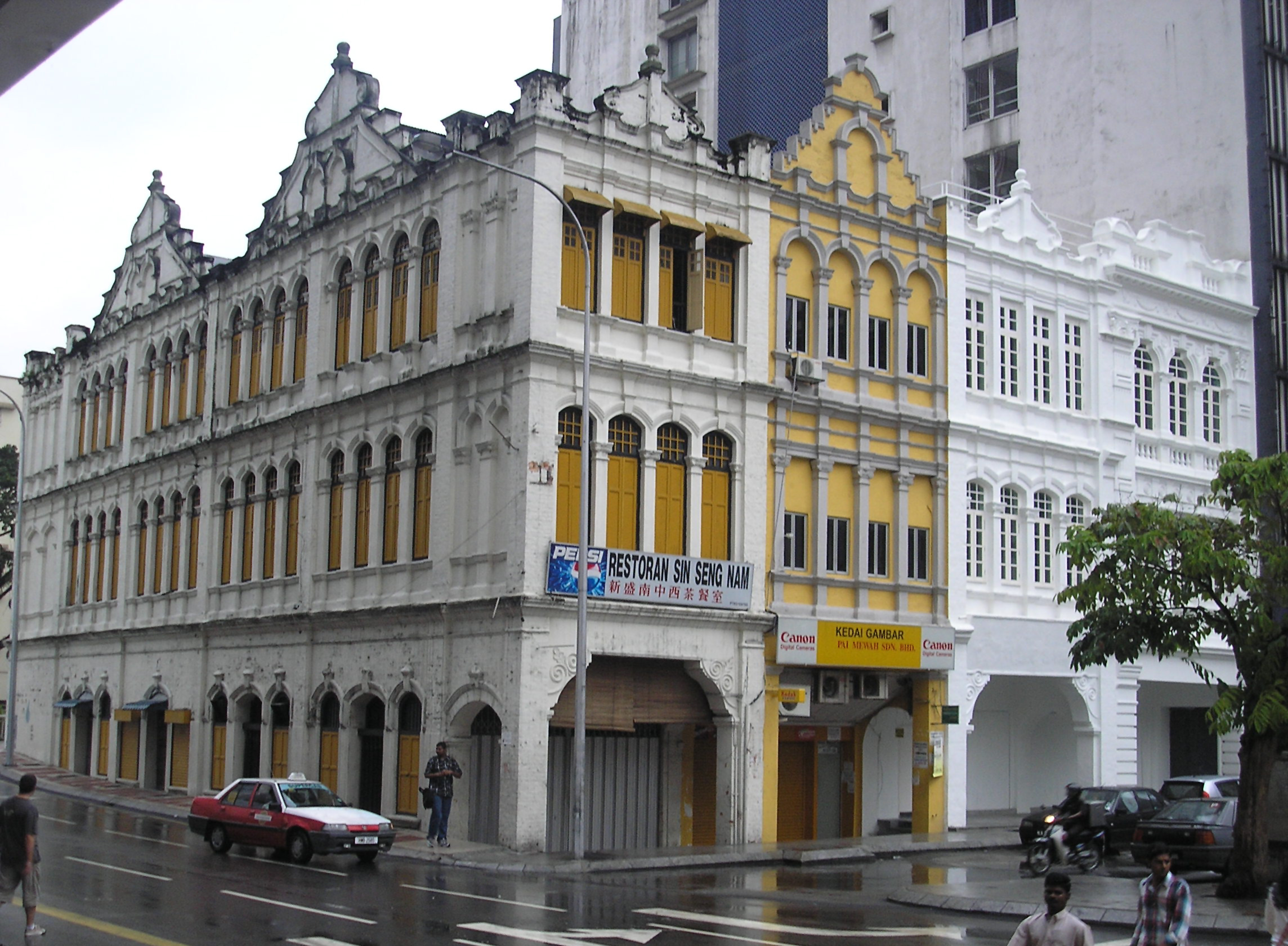
吉隆坡的店屋
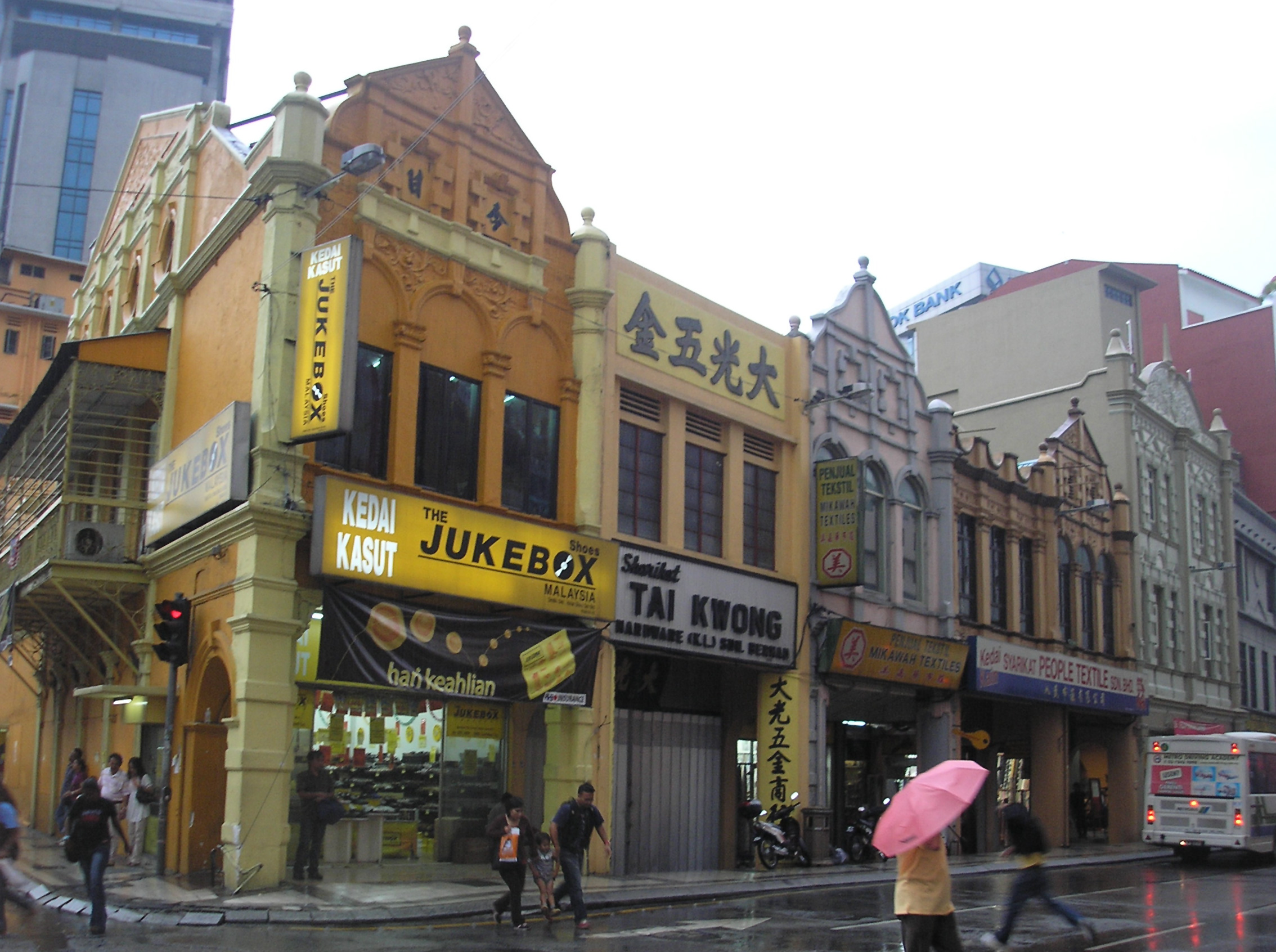
吉隆坡的店屋
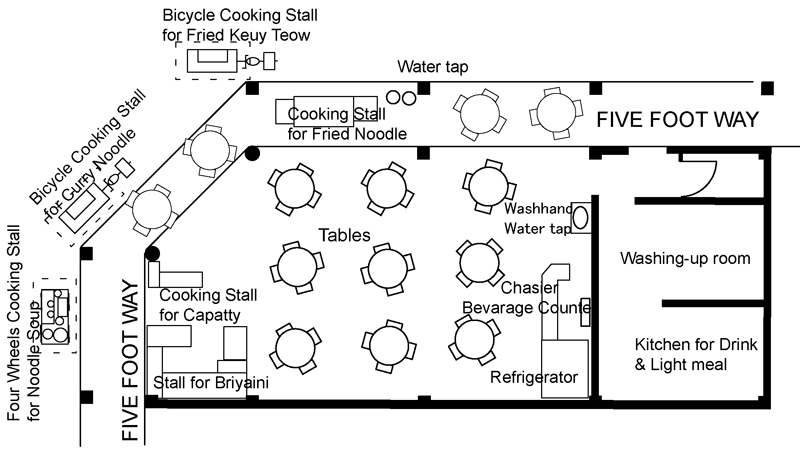
檳城的店屋
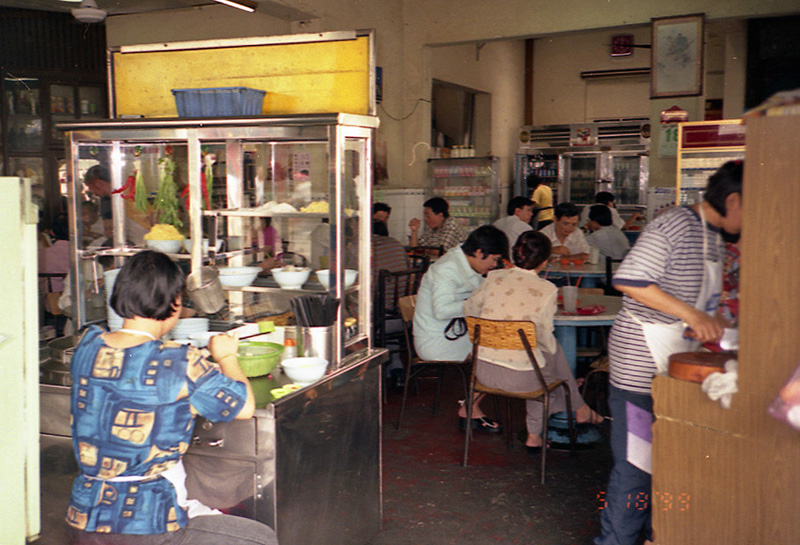
檳城的店屋

### 印尼

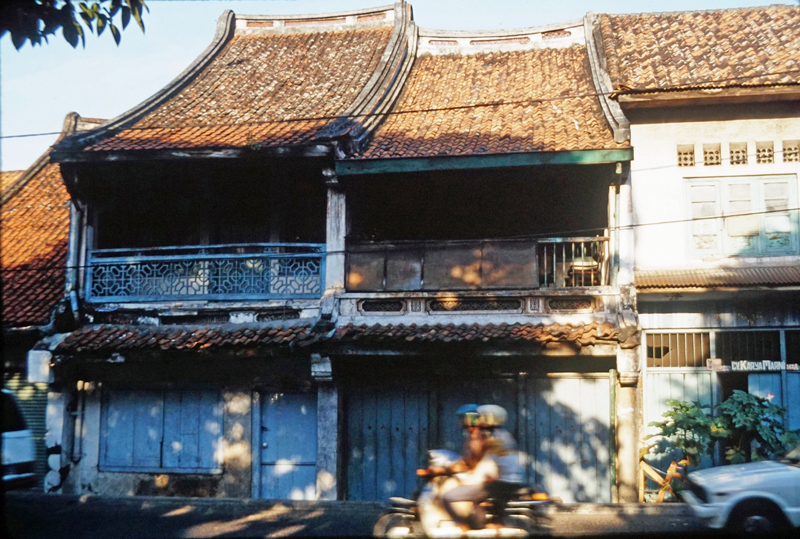
雅加達的店屋
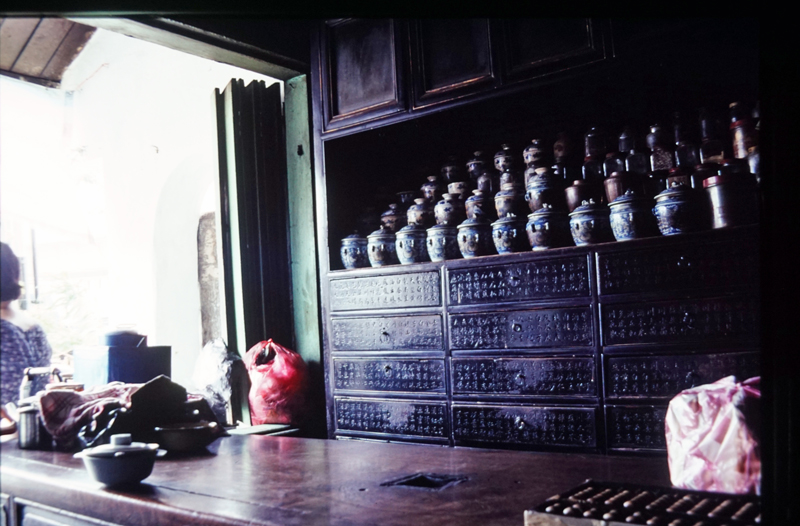
雅加達的店屋
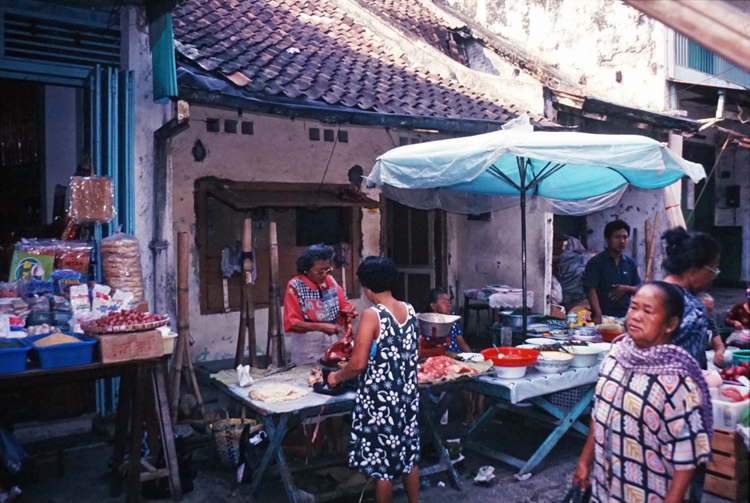
三寶瓏的店屋
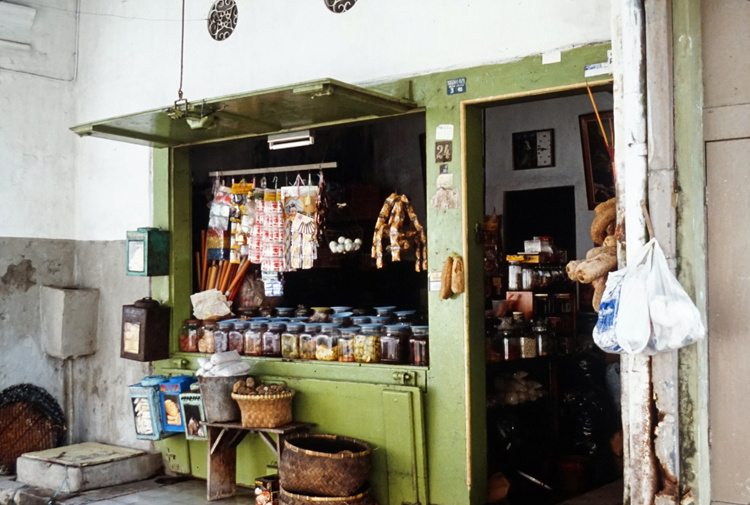
三寶瓏的店屋
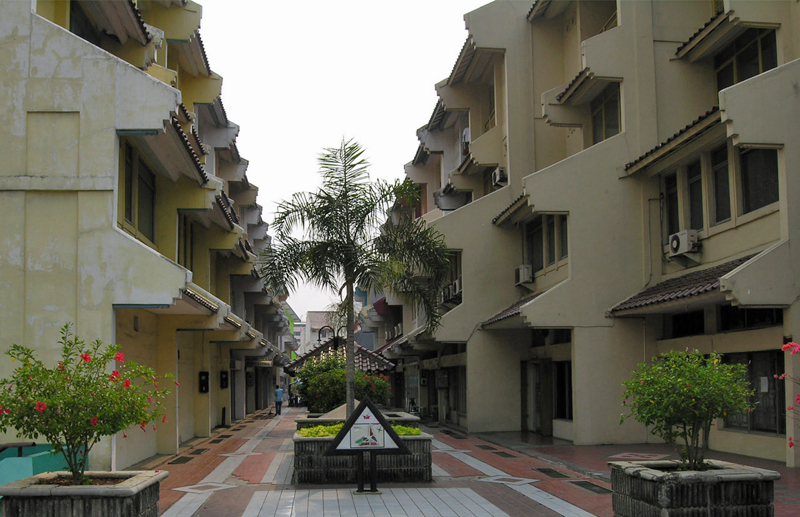
雅加達的現代店屋

### 香港

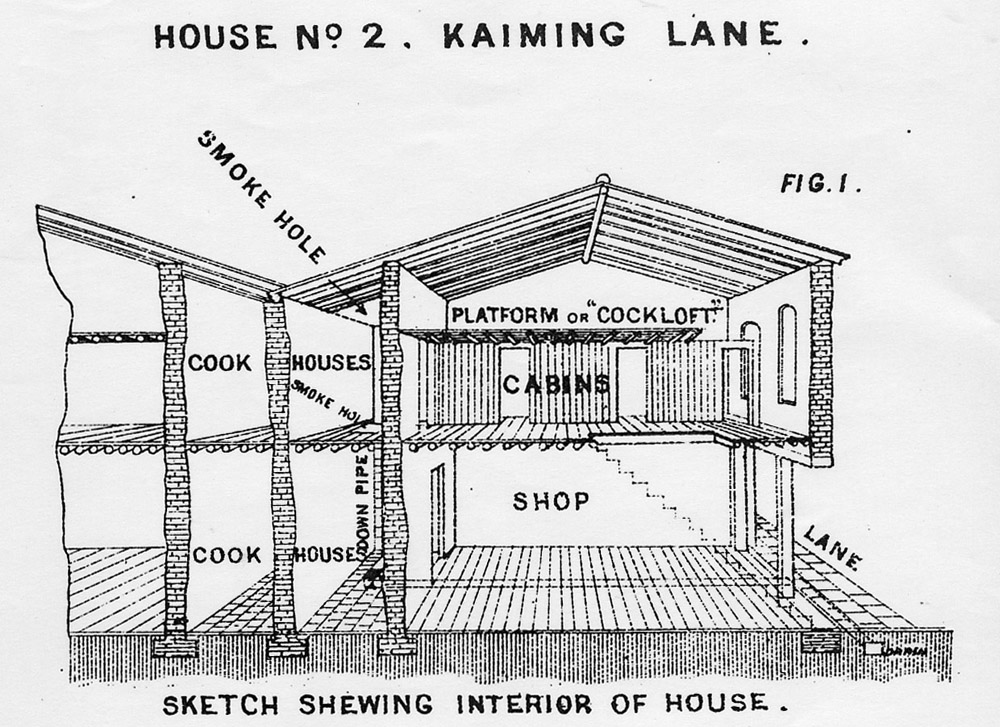
1882年的香港店屋
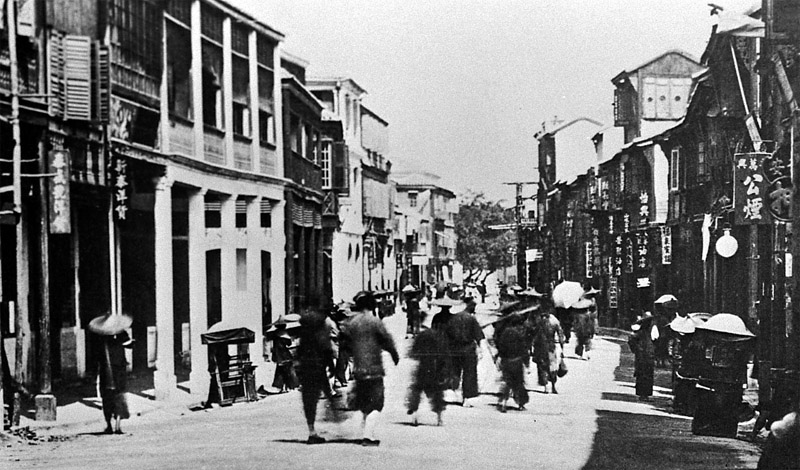
1905年的香港店屋

### 台灣

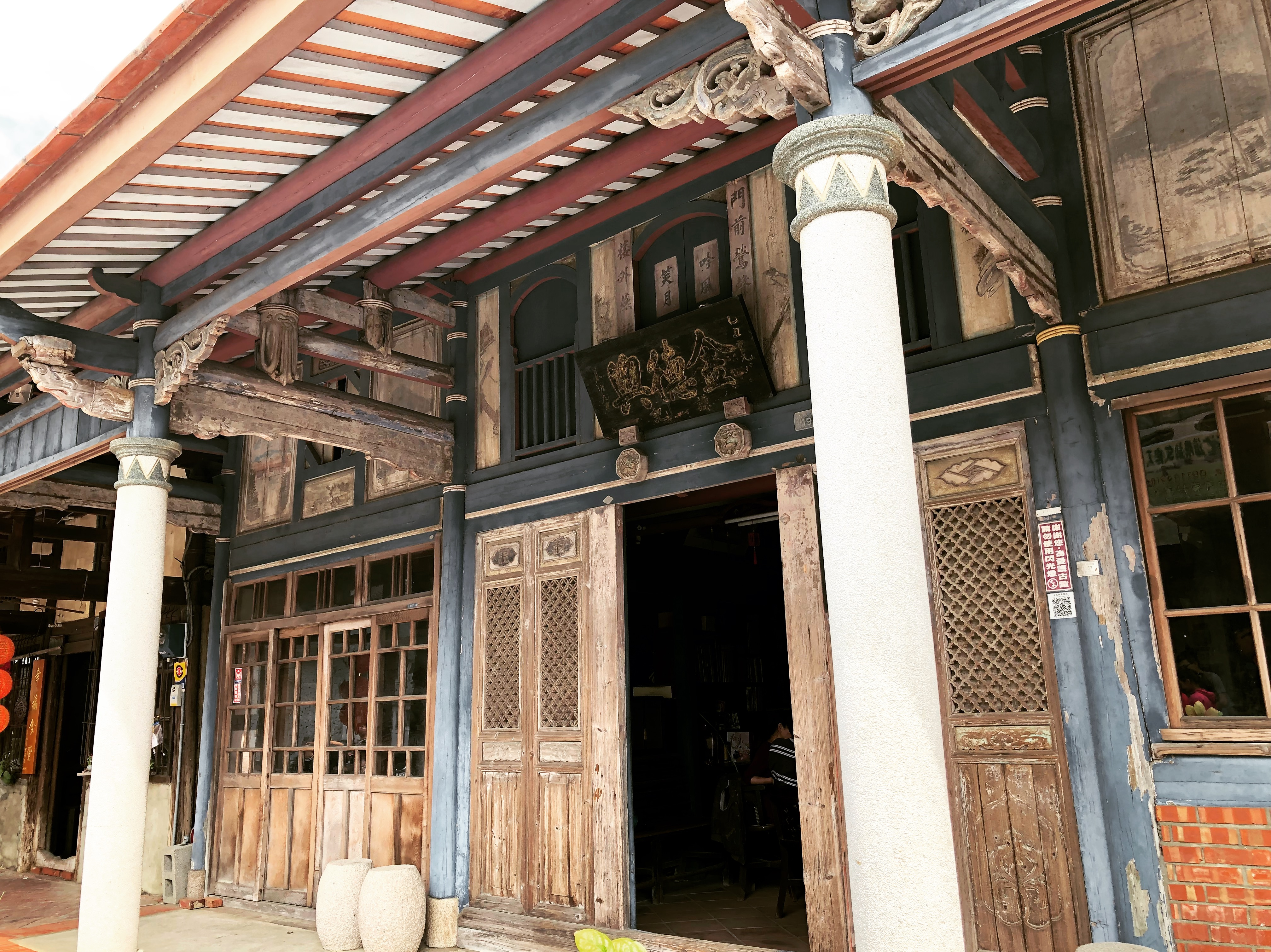
台南菁寮的街屋
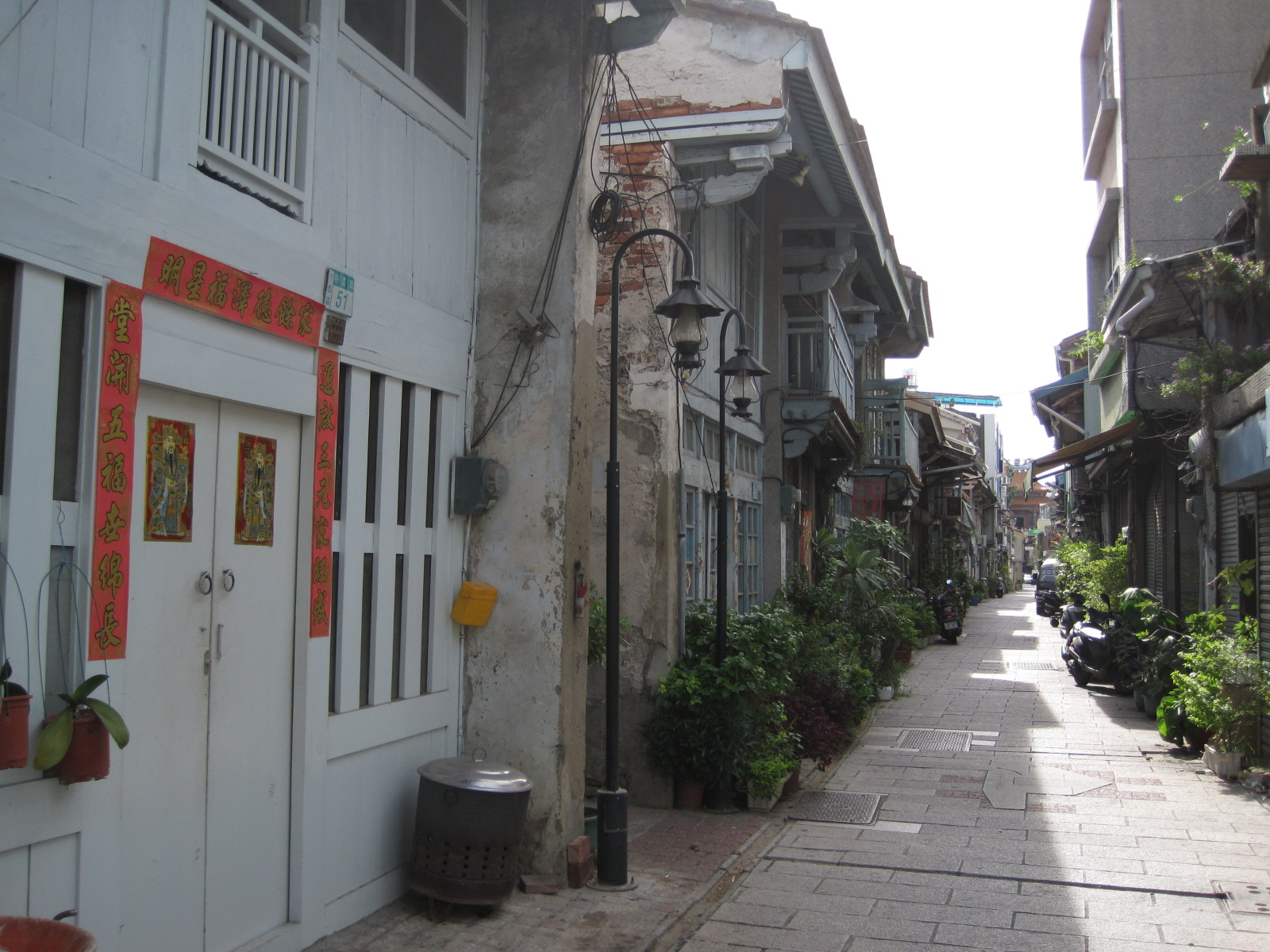
台南北勢街的街屋
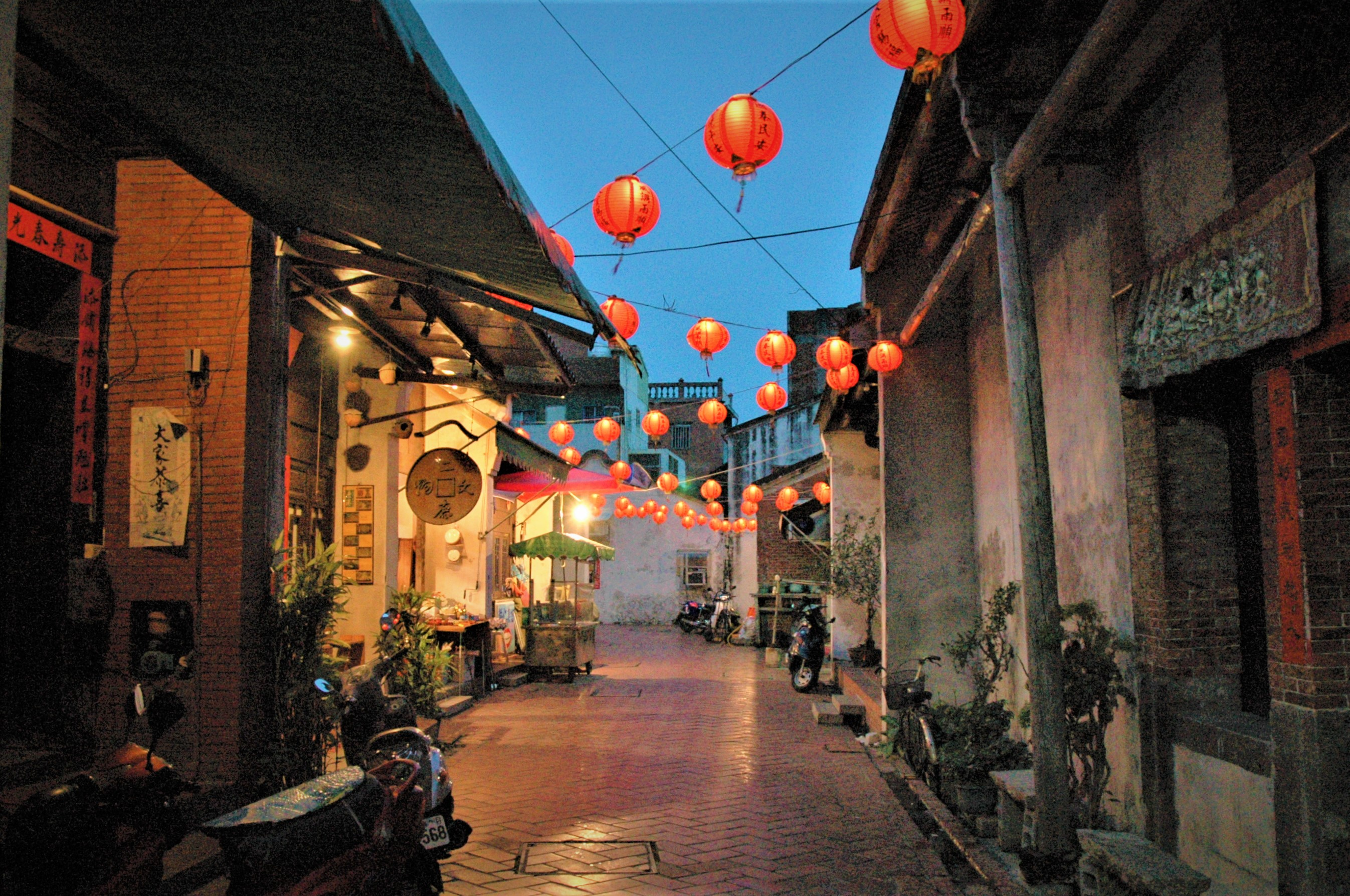
鹿港的街屋
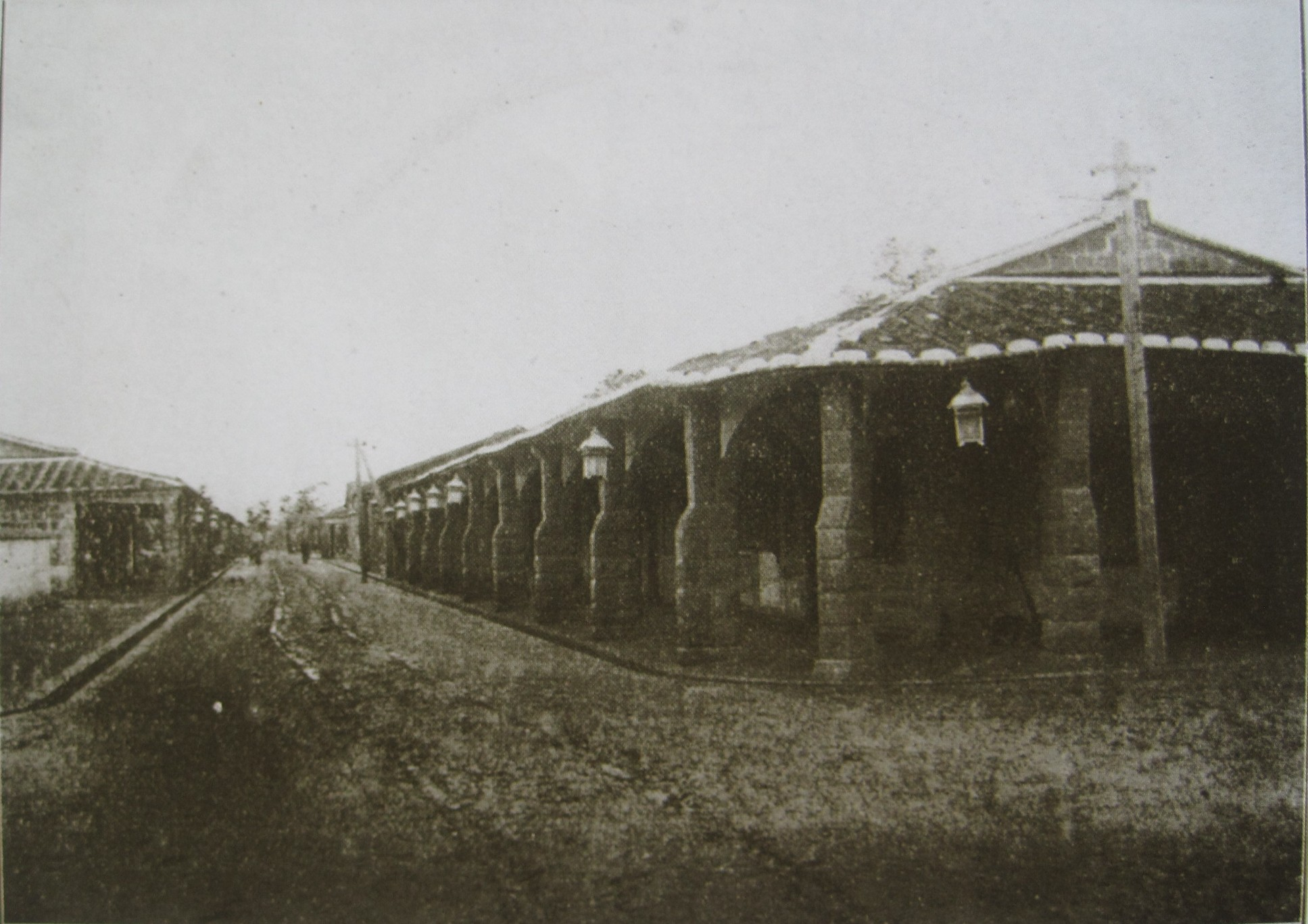
高雄旗山的亭仔腳
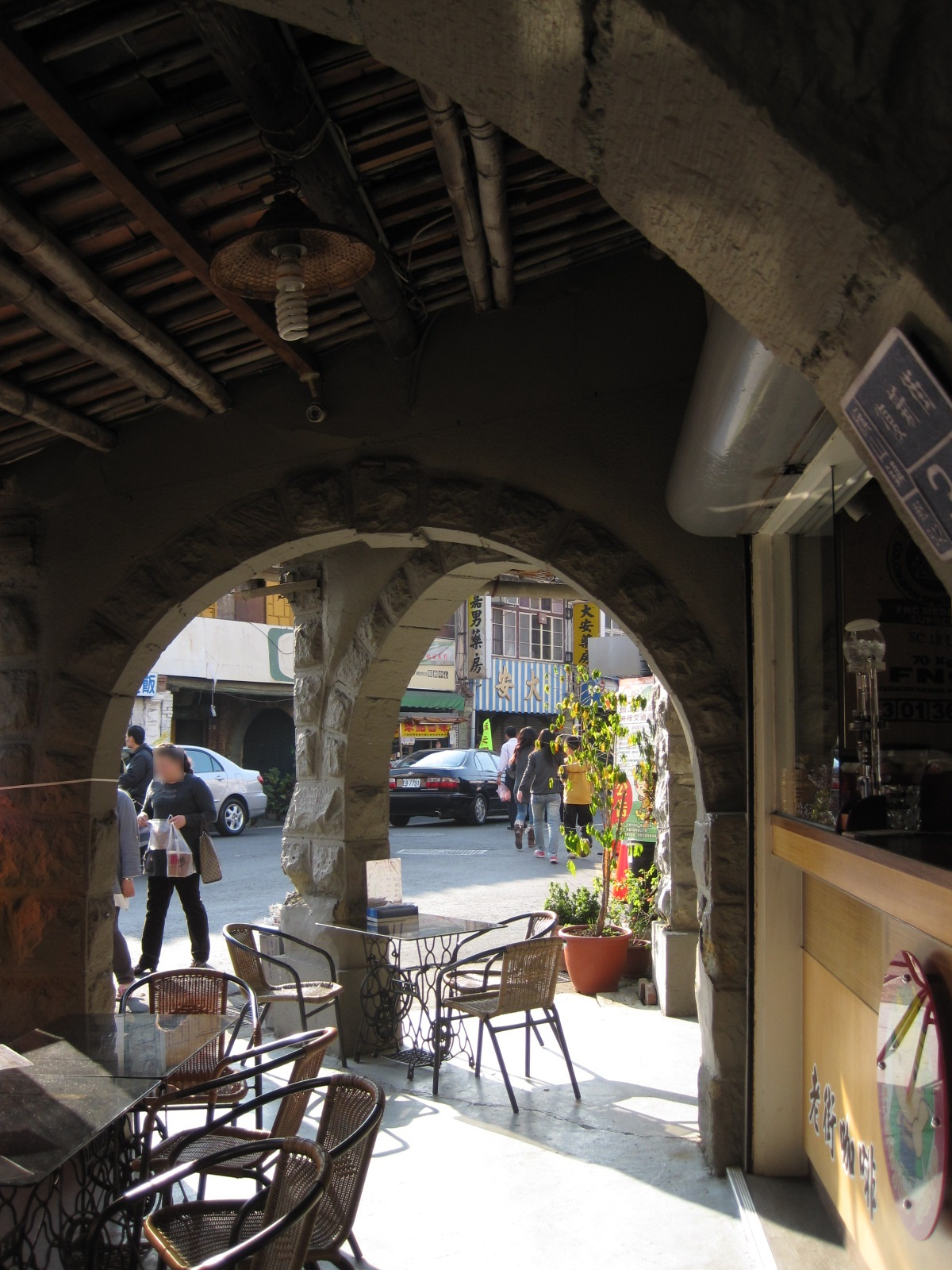
高雄旗山的亭仔腳
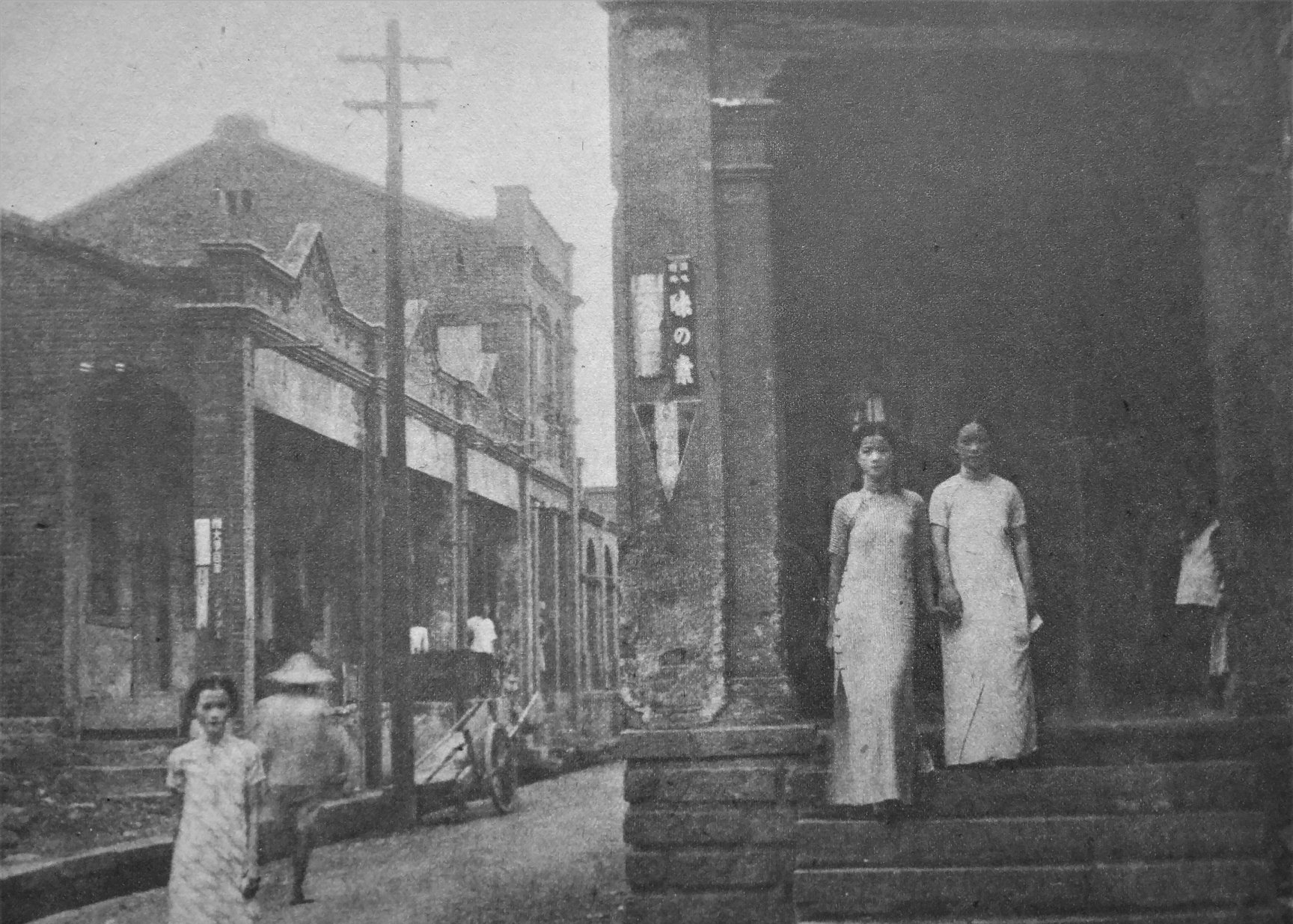
台北市大稻埕的街屋
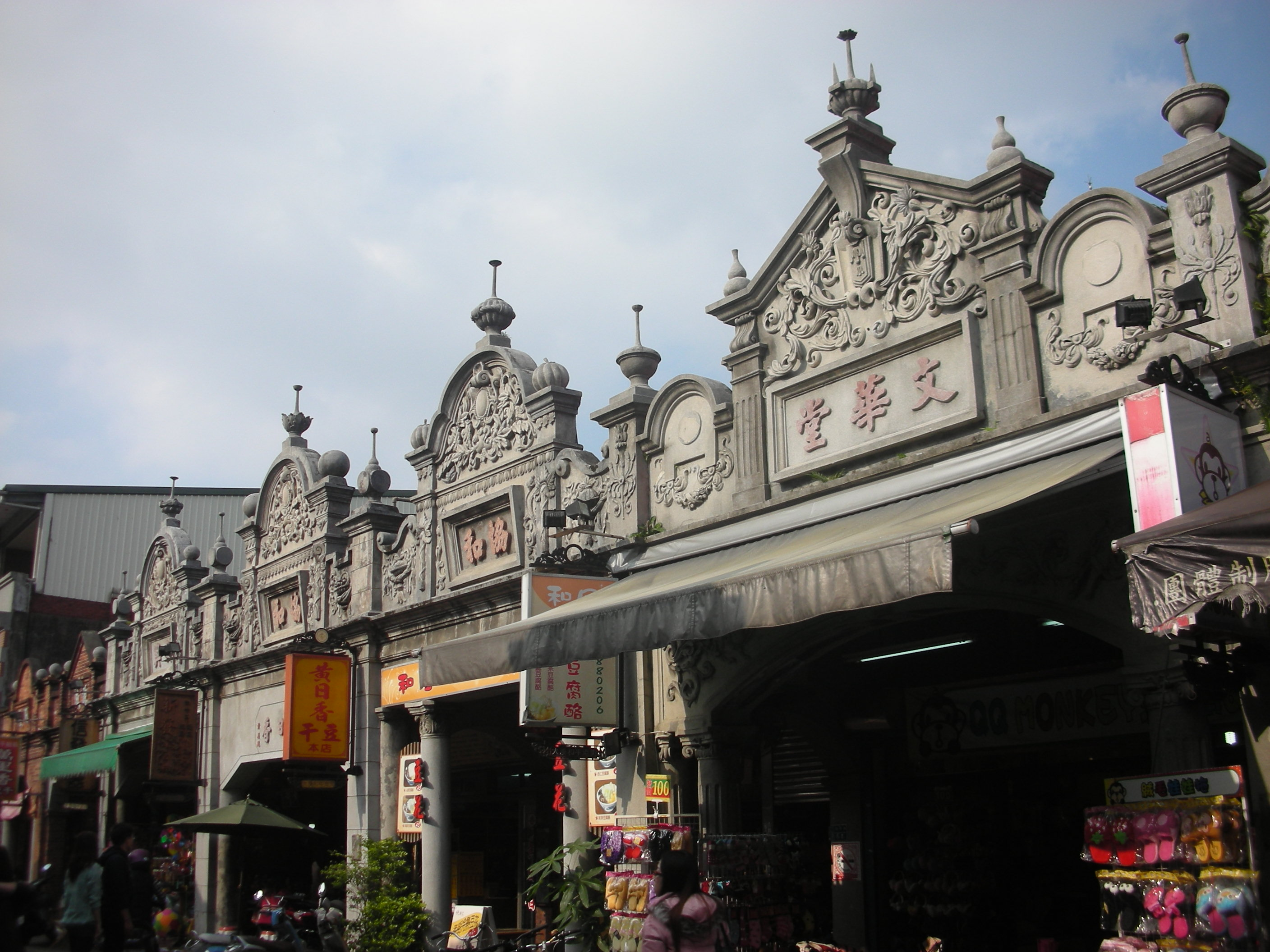
大溪的街屋
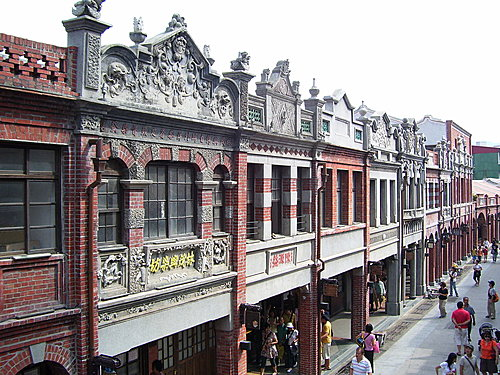
三峽老街的街屋
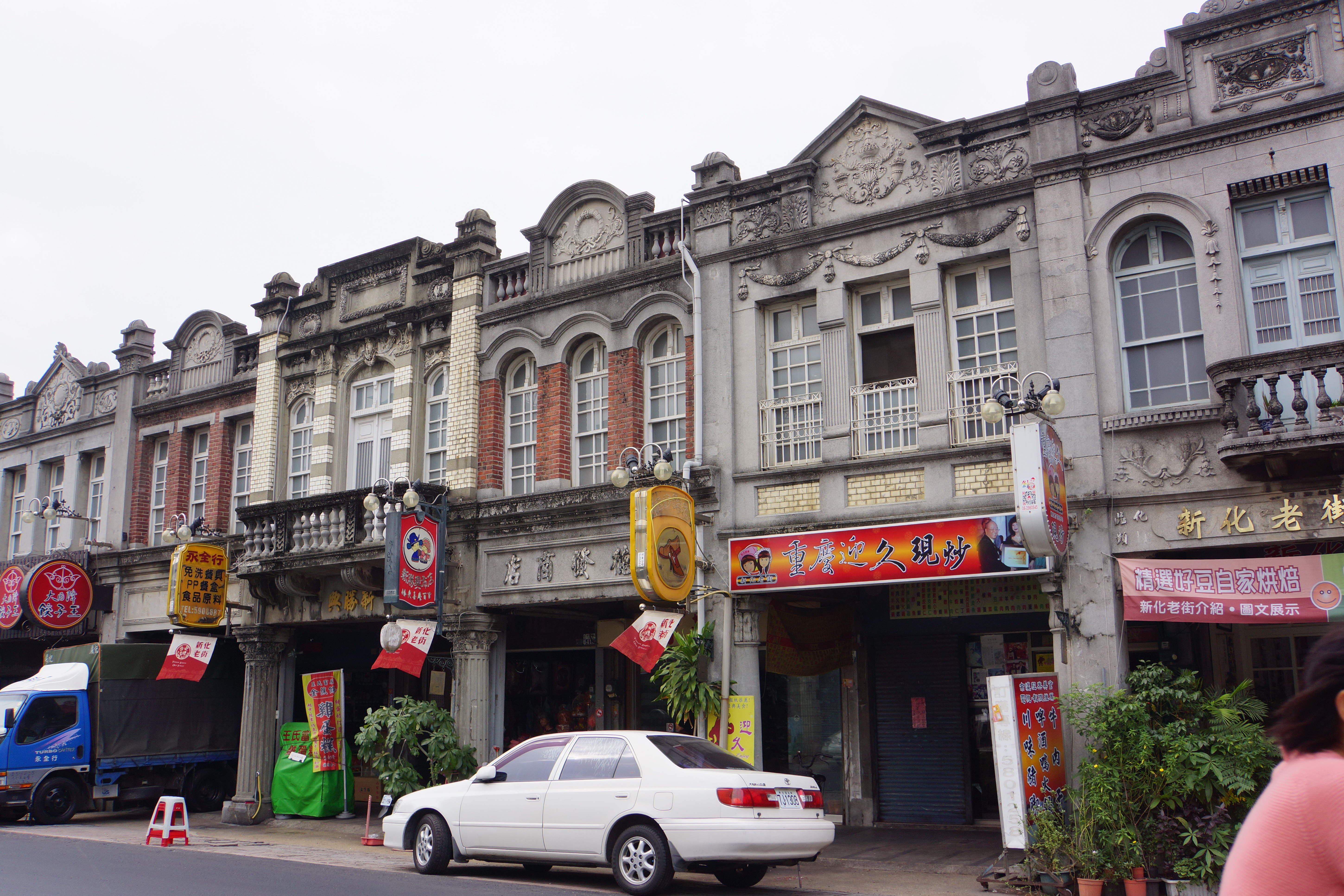
新化的街屋
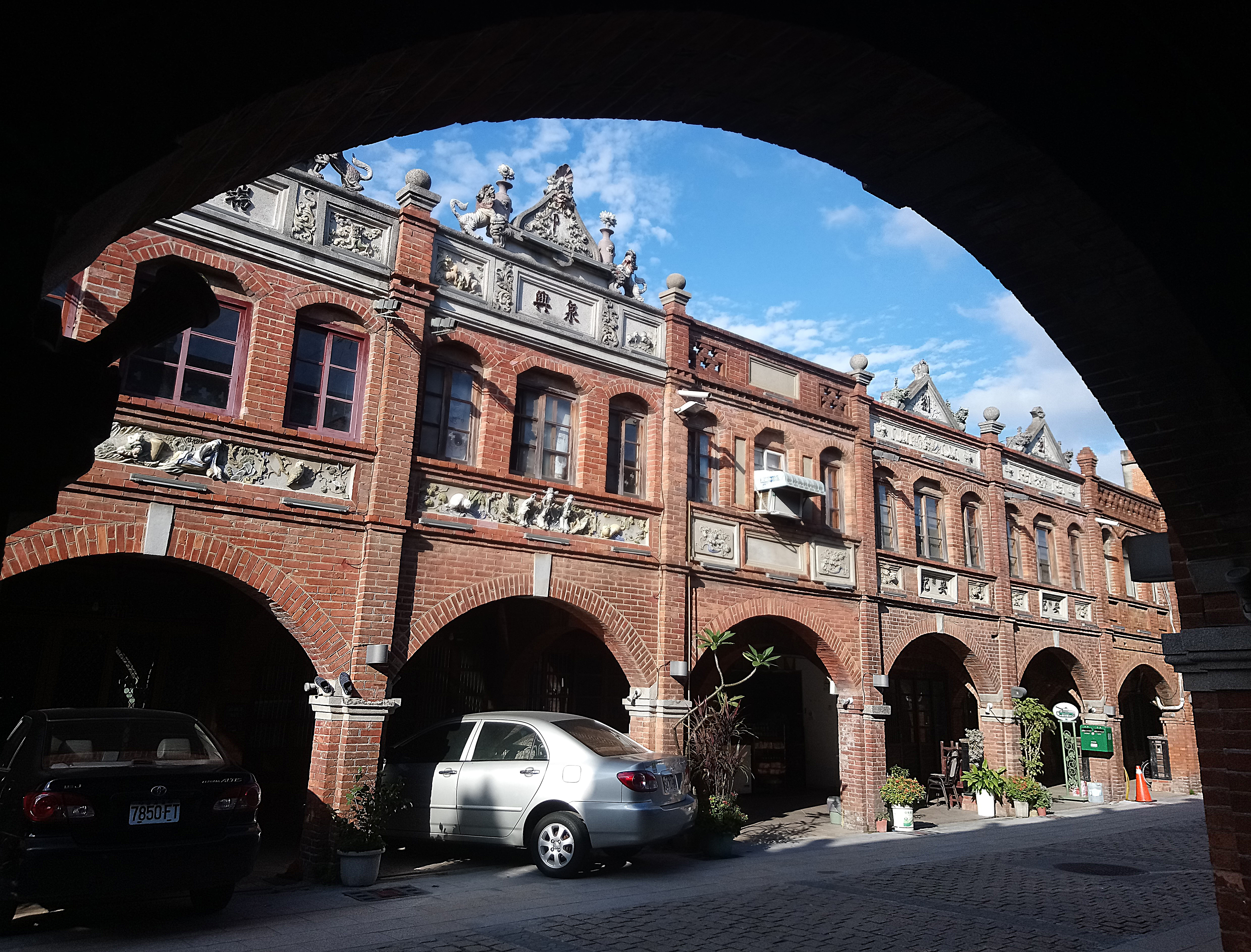
新竹湖口的街屋
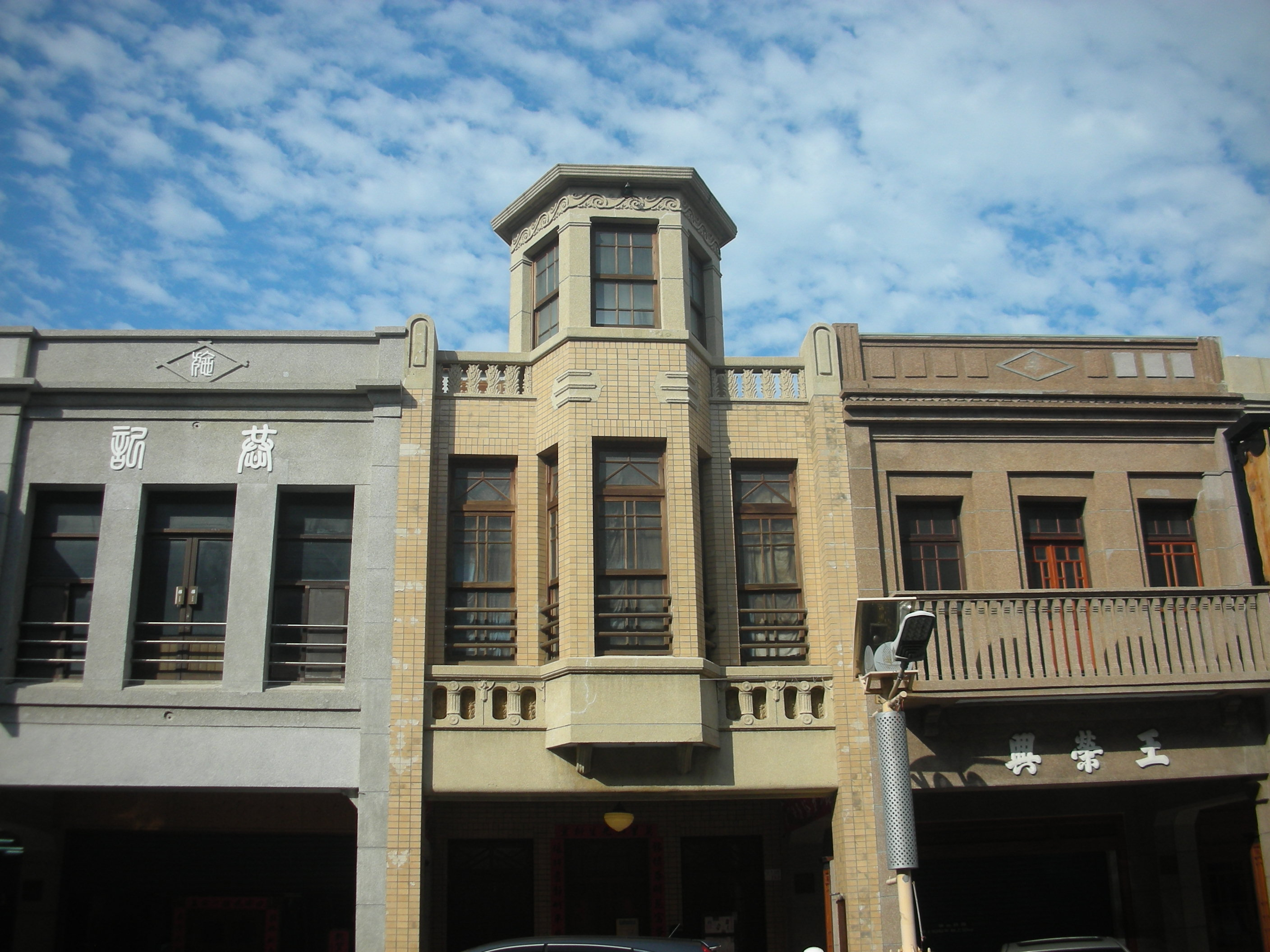
鹿港的街屋
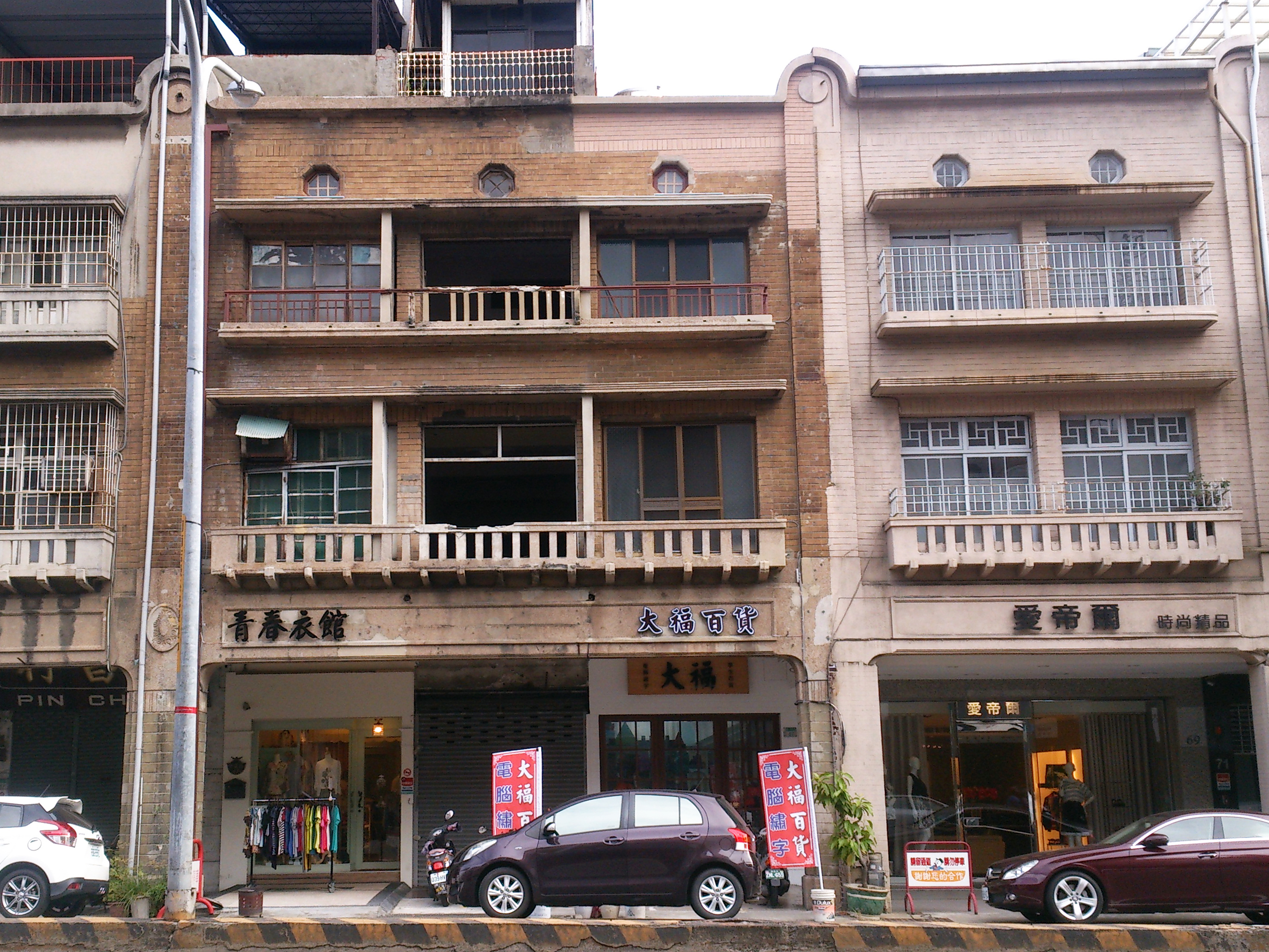
台南市中西區的街屋
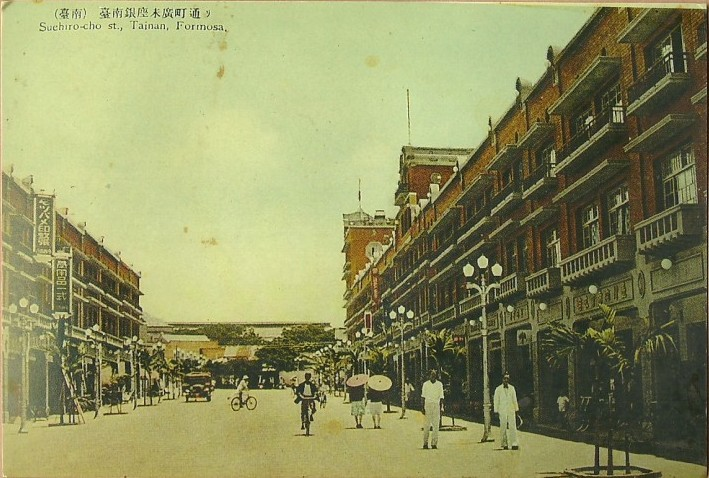
日治時期台南末廣町的街屋
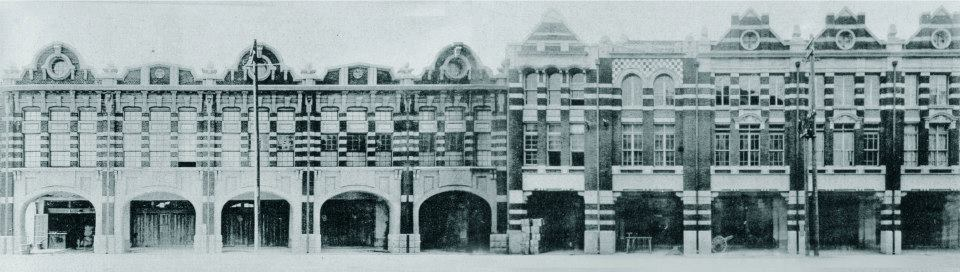
日治時期台北市的街屋
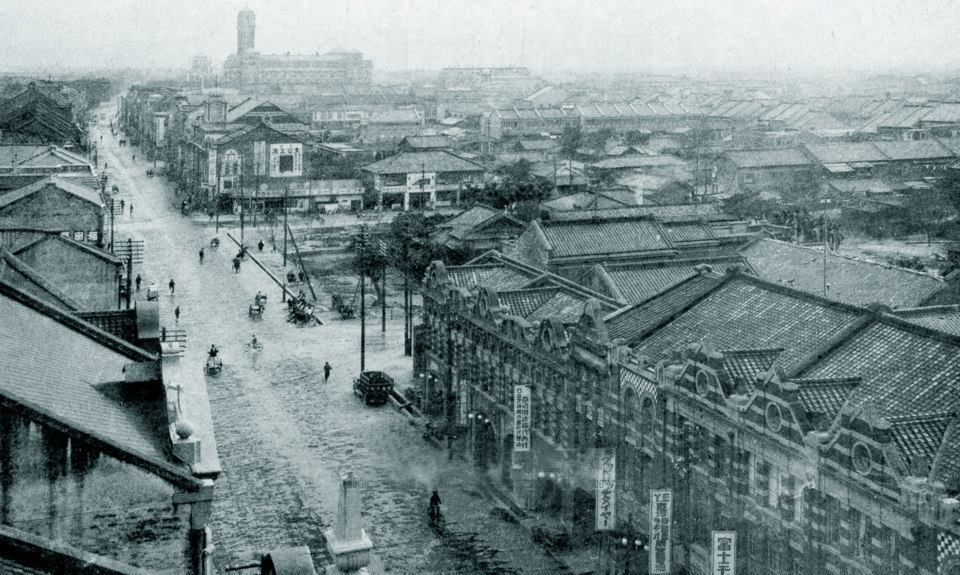
日治時期台北市的街屋
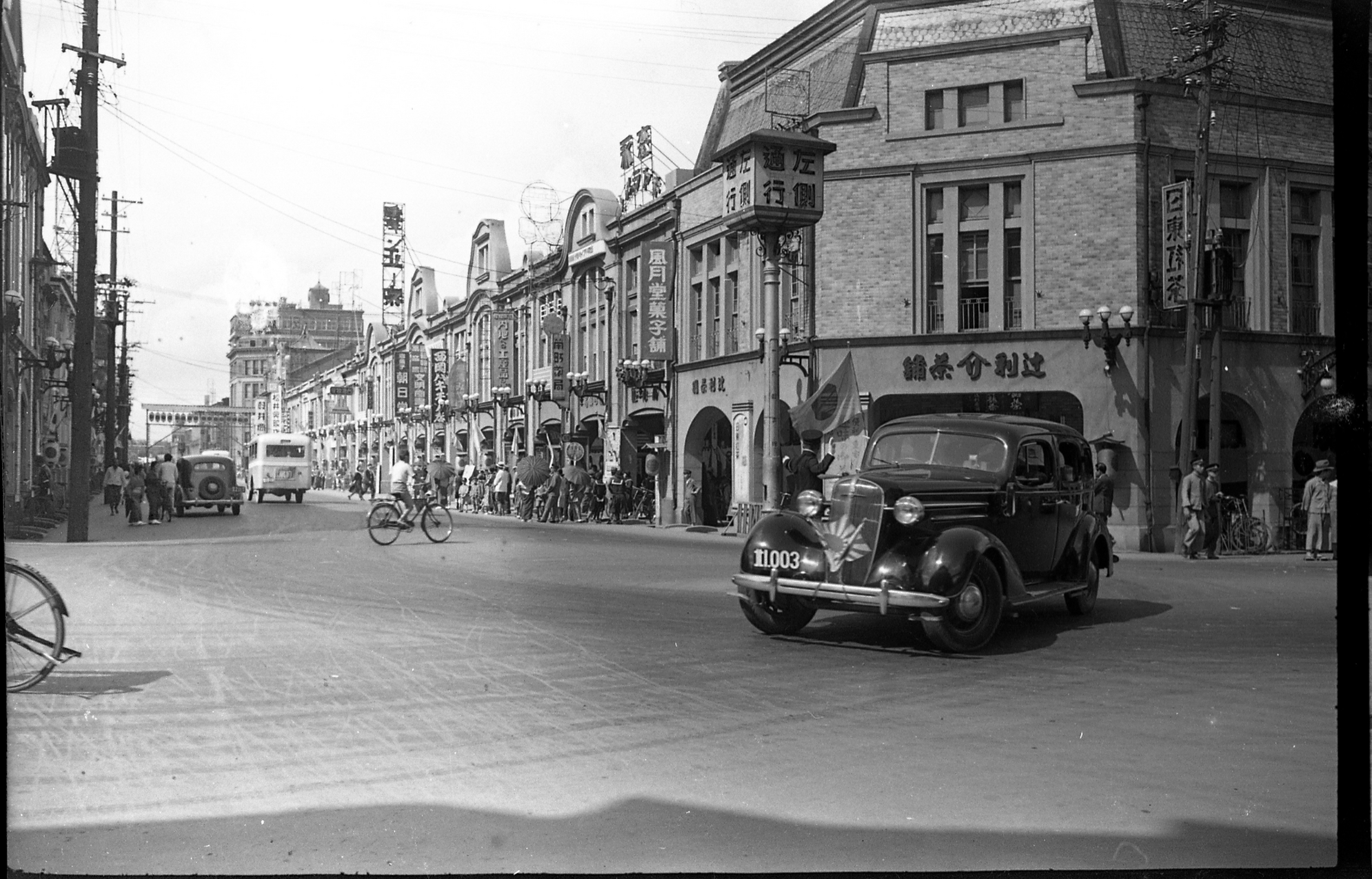
日治時期台北市榮町的街屋
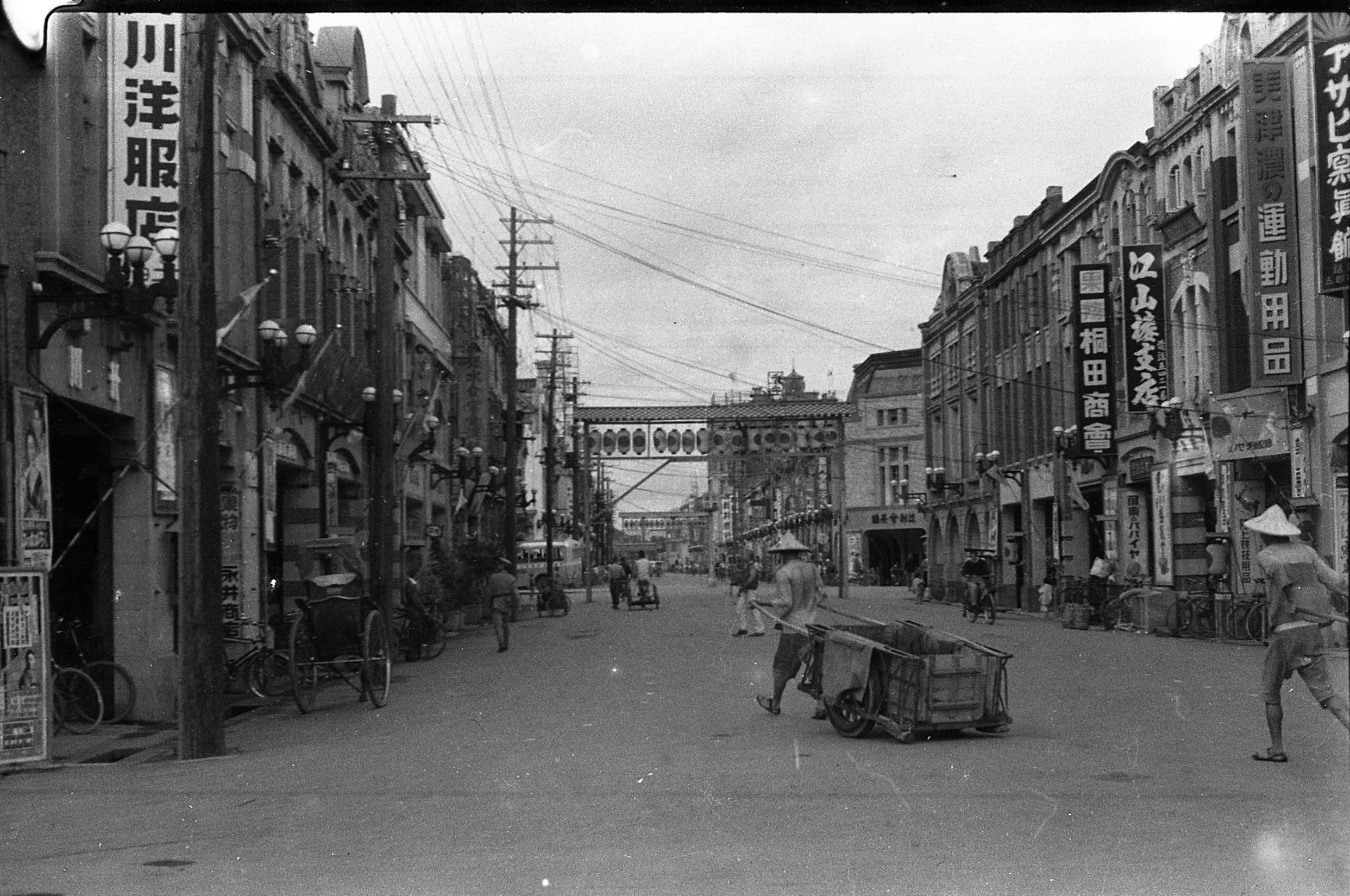
日治時期台北市榮町的街屋
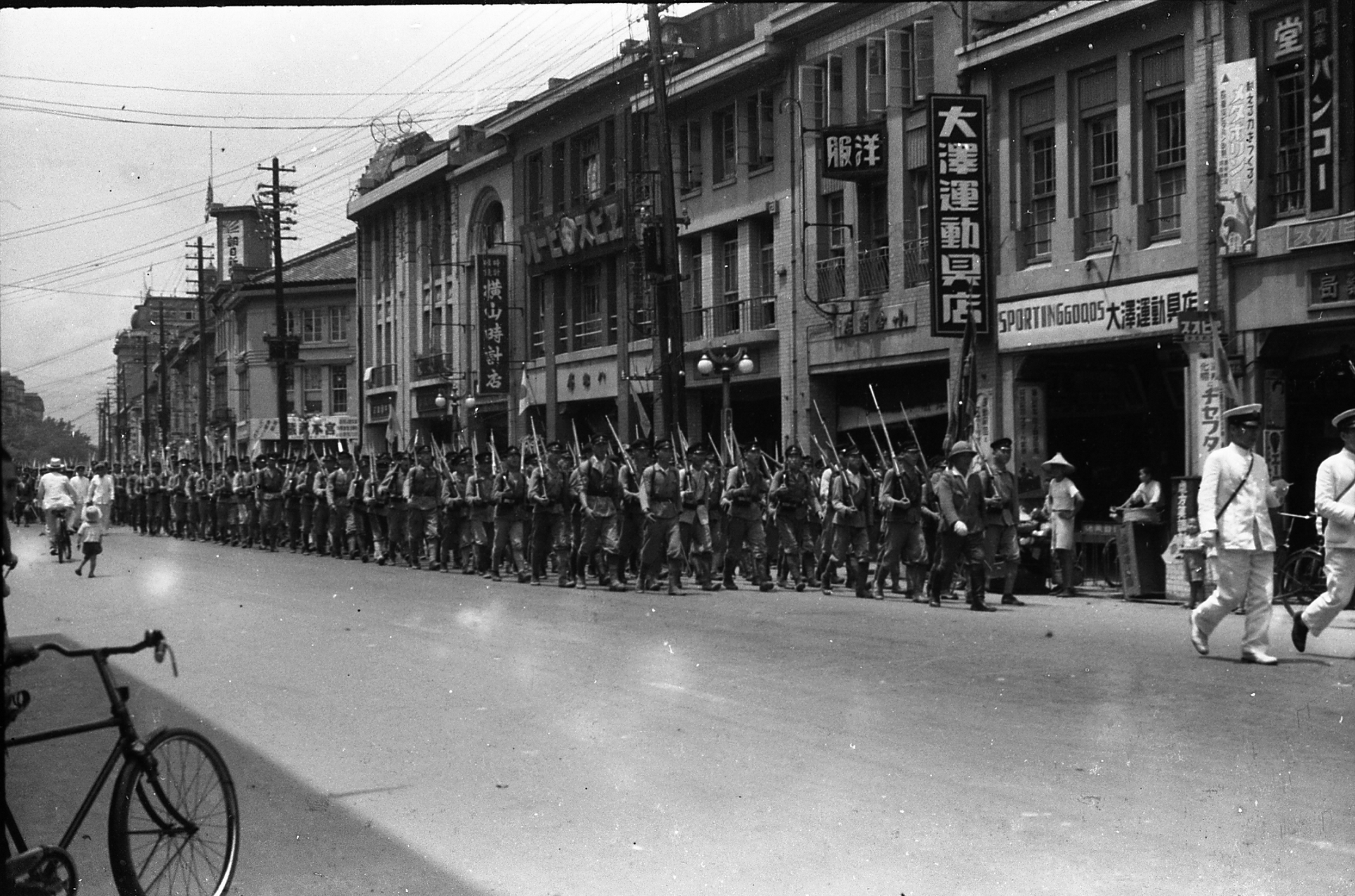
日治時期台北市京町的街屋
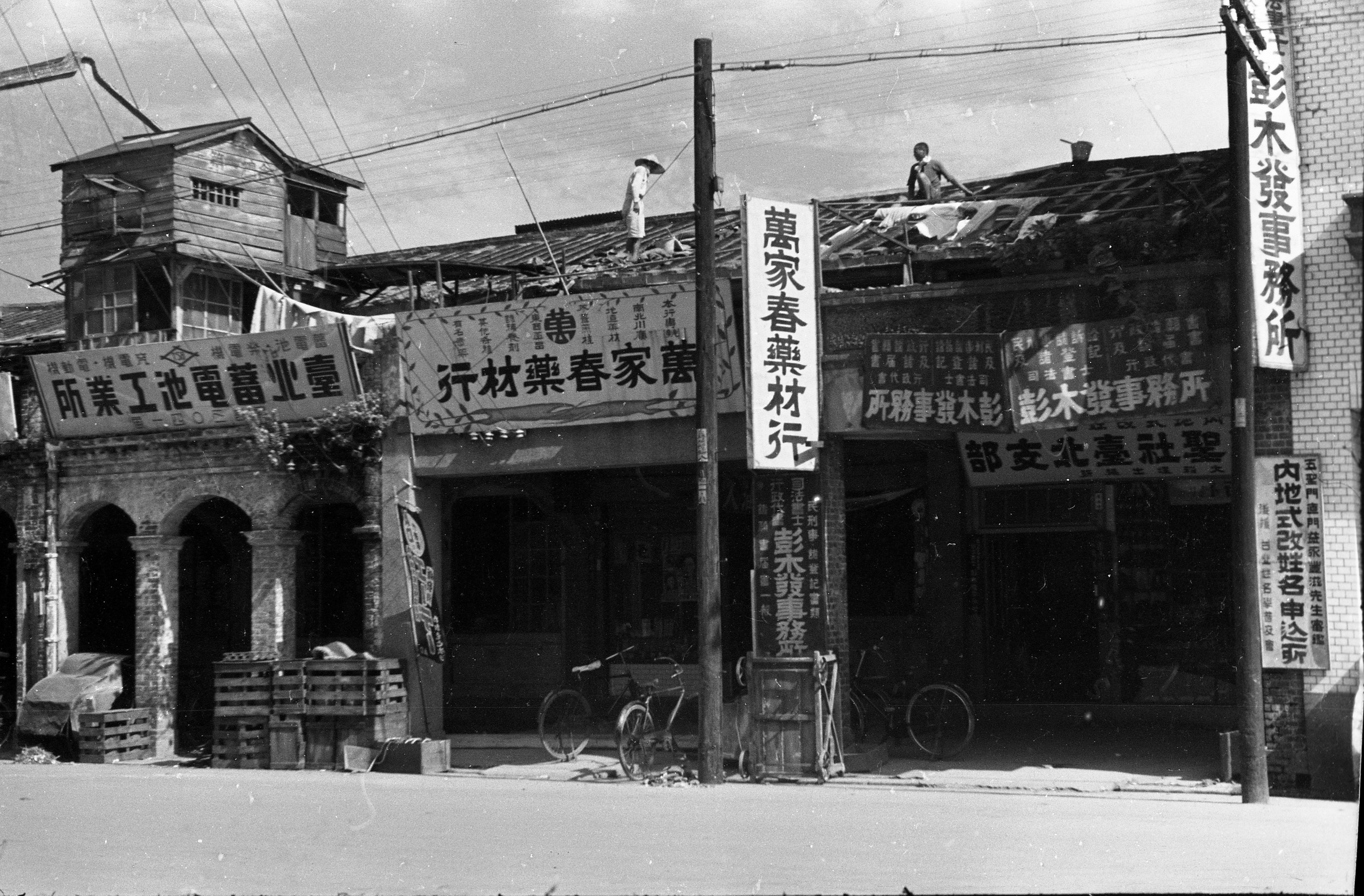
台北市建成町的街屋
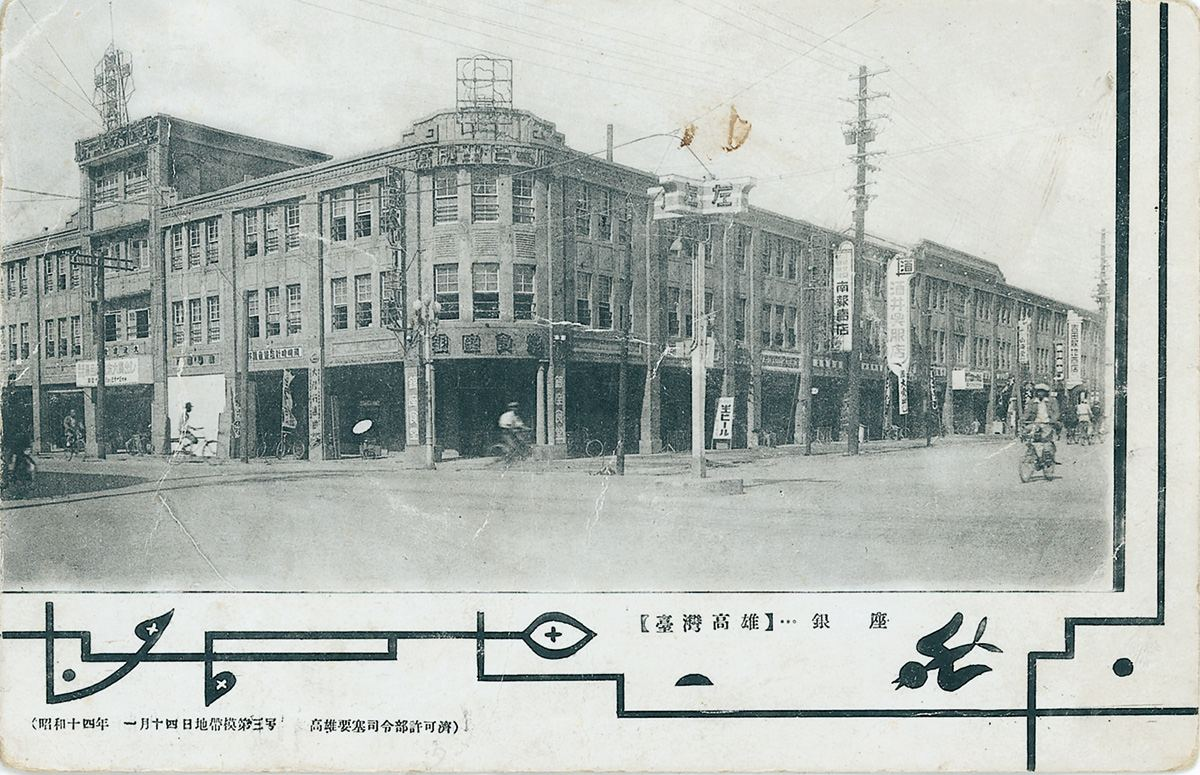
日治時期台北市鹽埕町的街屋(高雄銀座)

### 其他地區

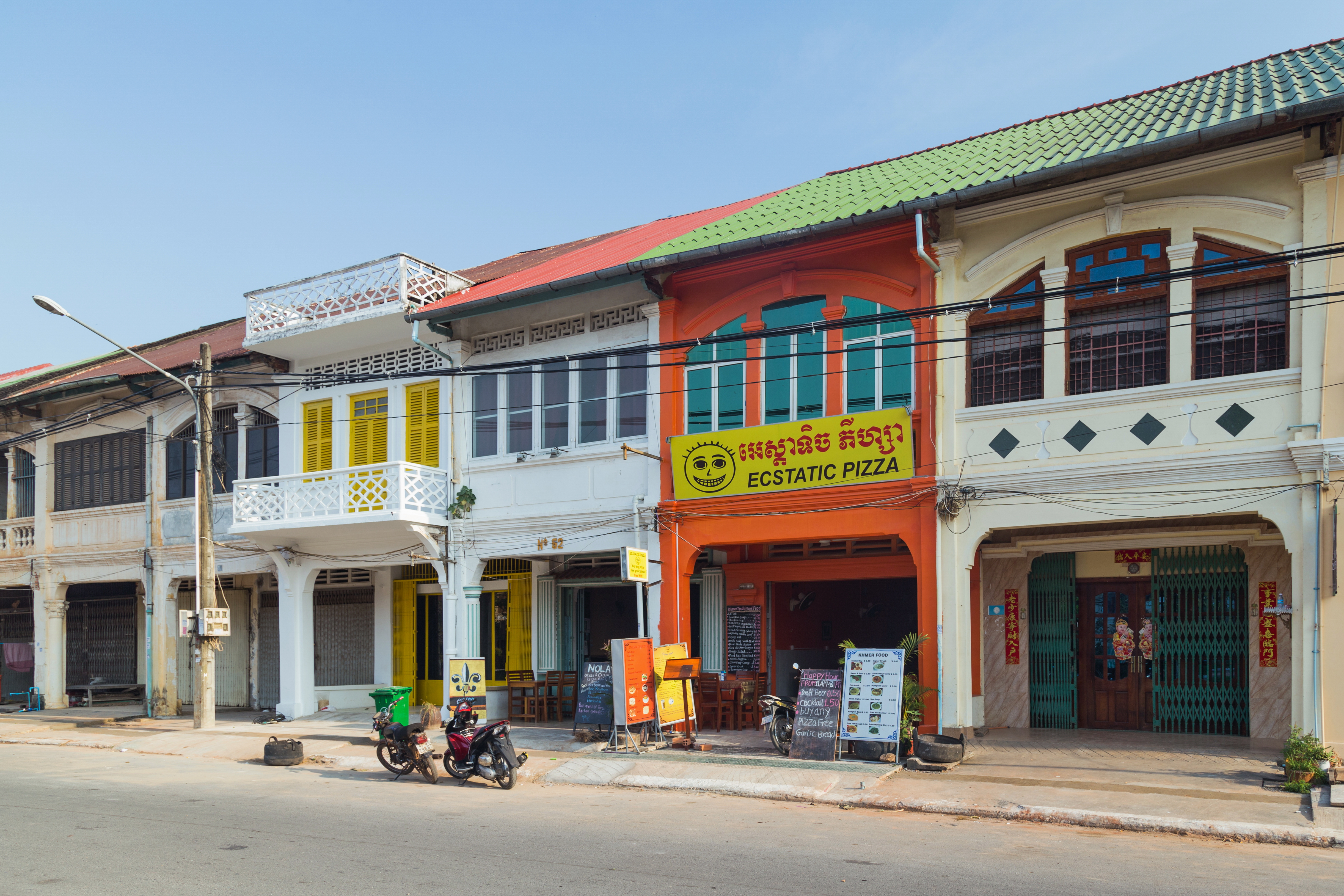
柬埔寨貢布的店屋
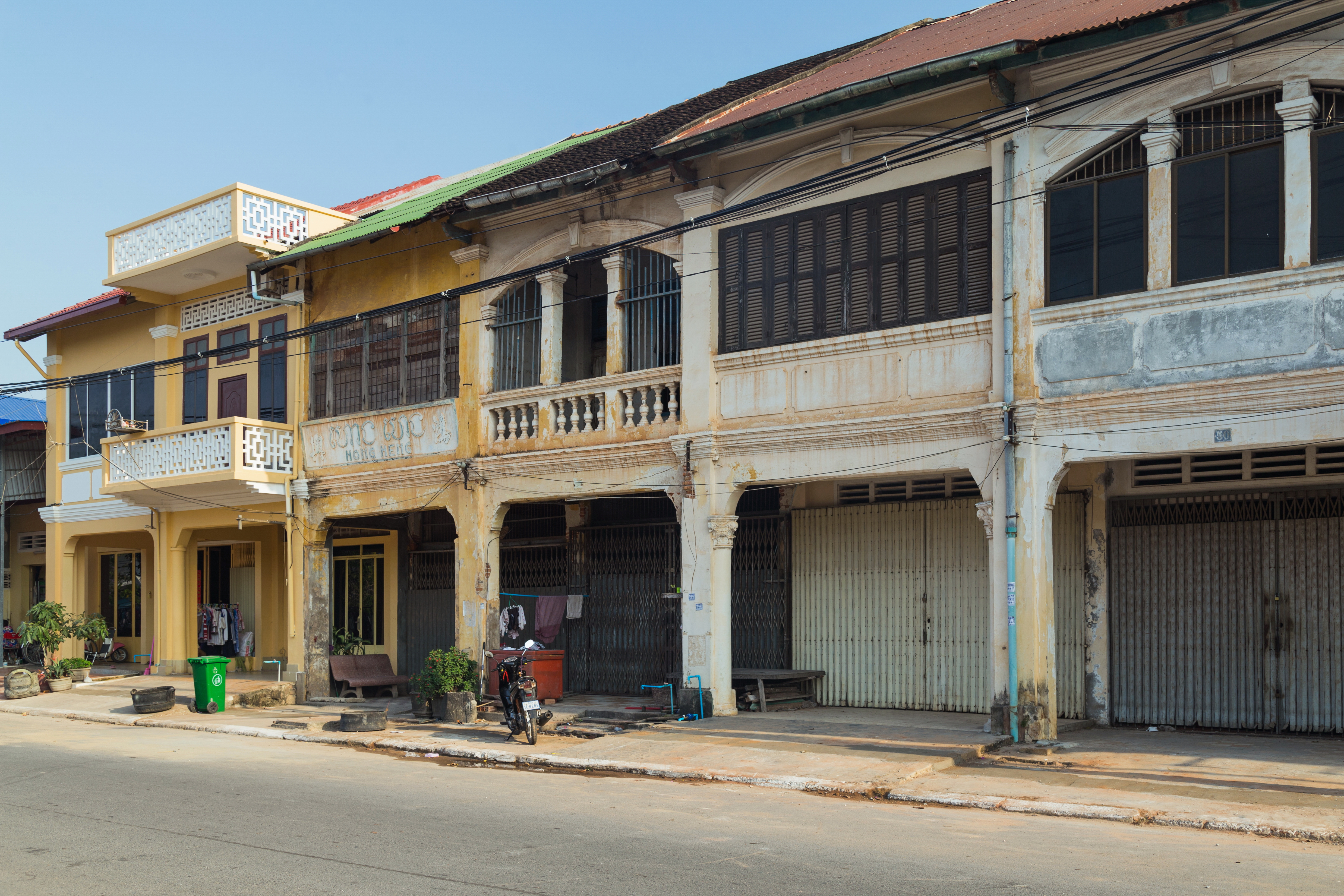
柬埔寨貢布的店屋
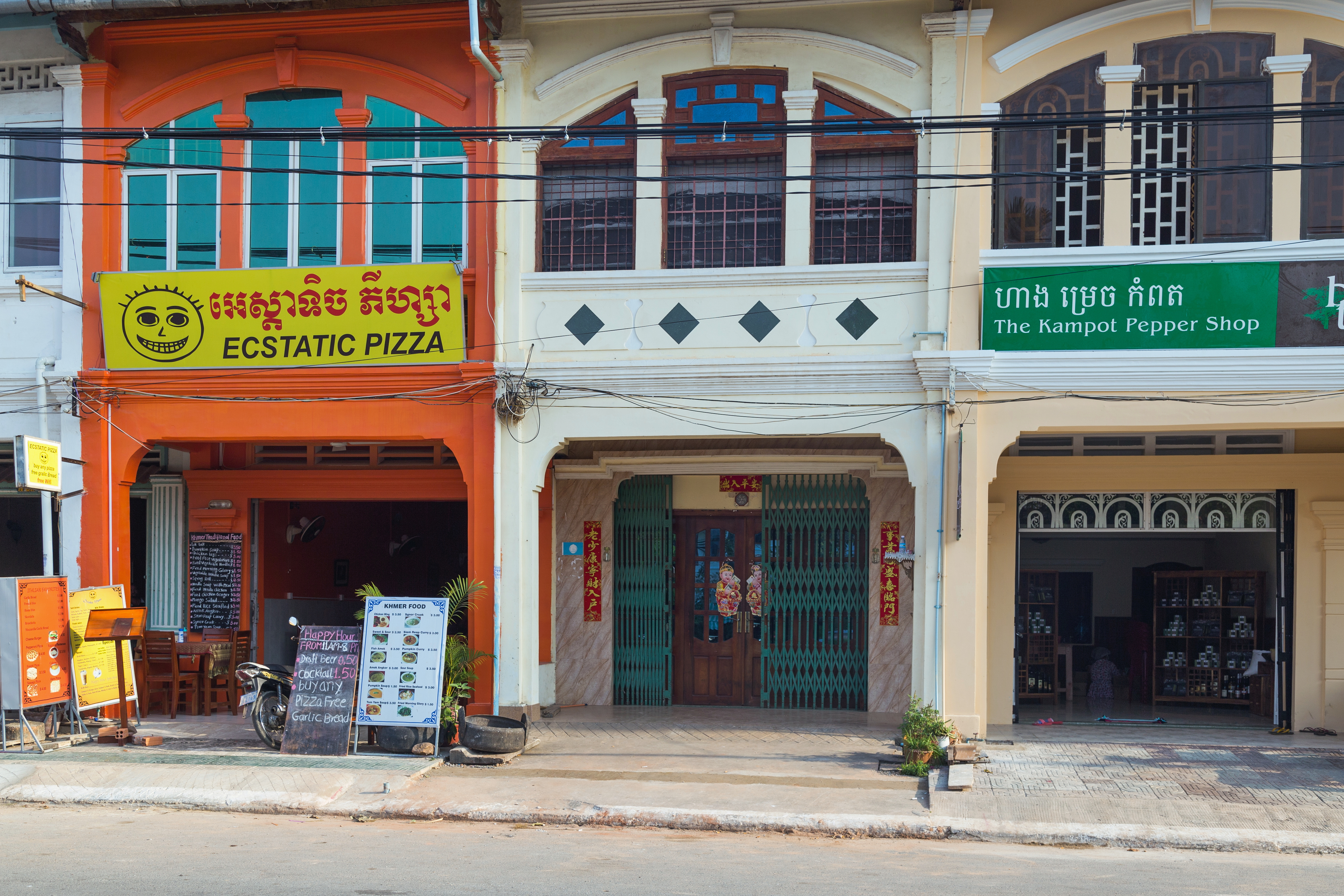
柬埔寨貢布的店屋
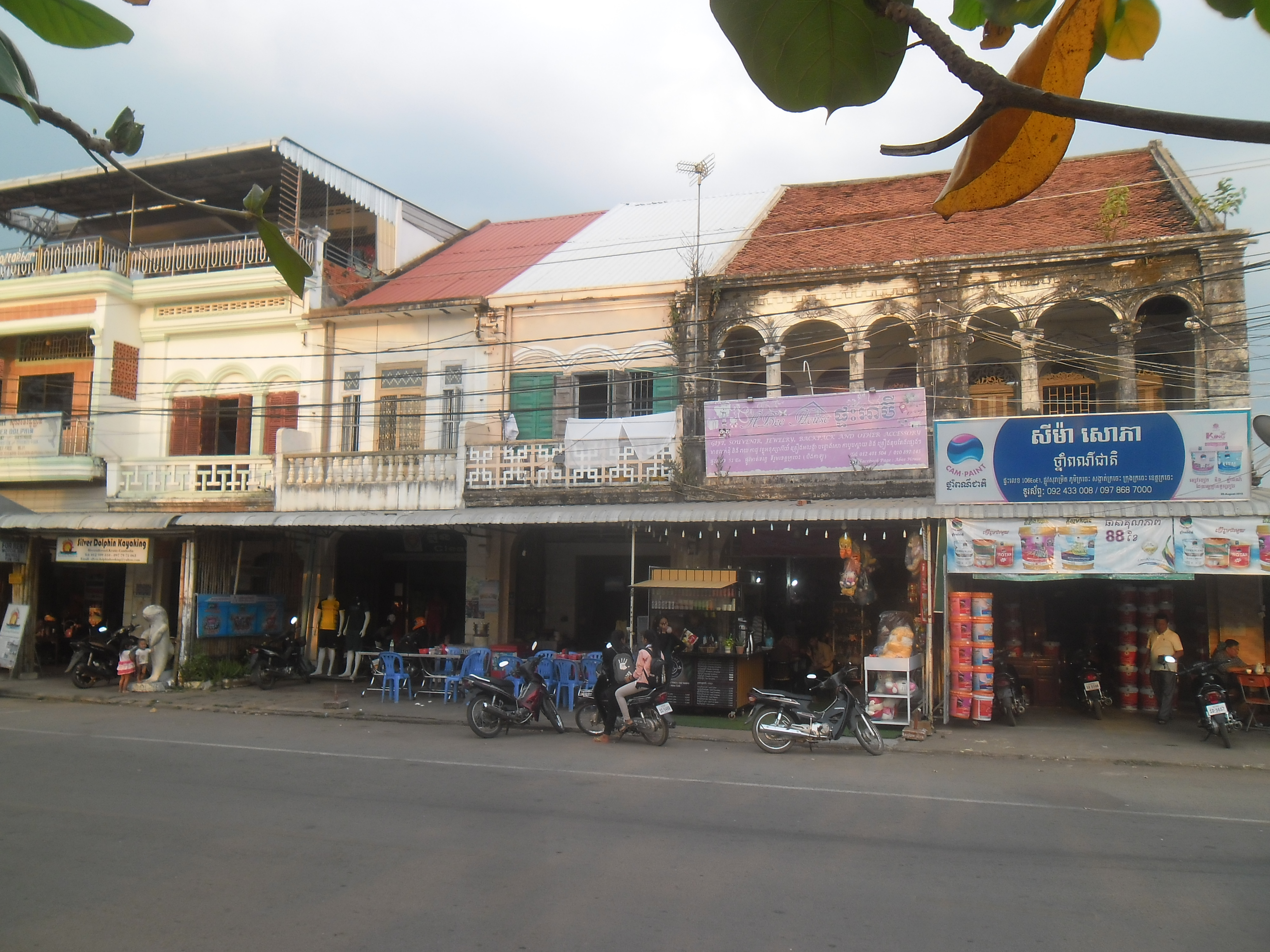
柬埔寨桔井市的店屋
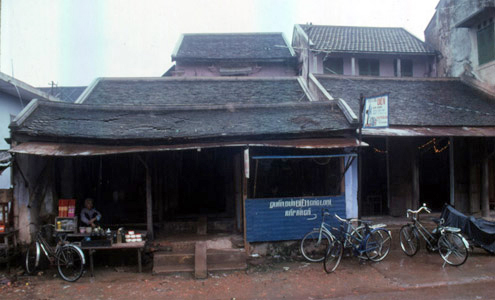
越南順化市的店屋
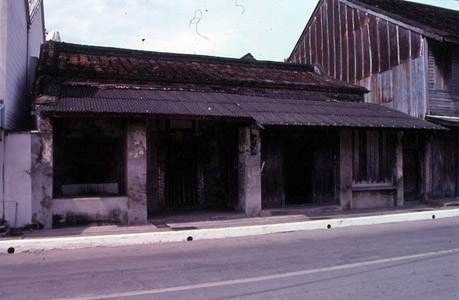
泰國北大年府的店屋
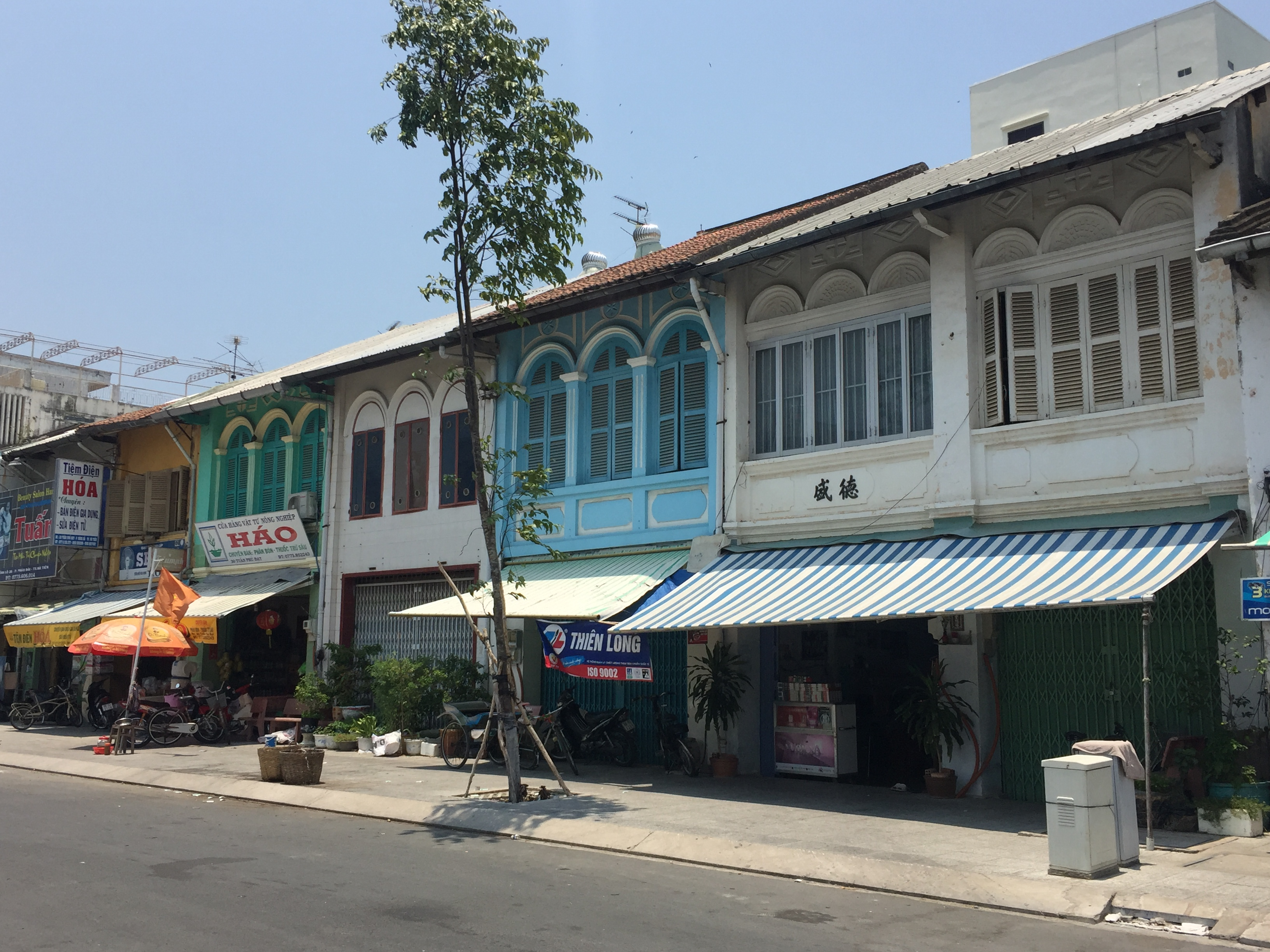
越南河仙市的店屋
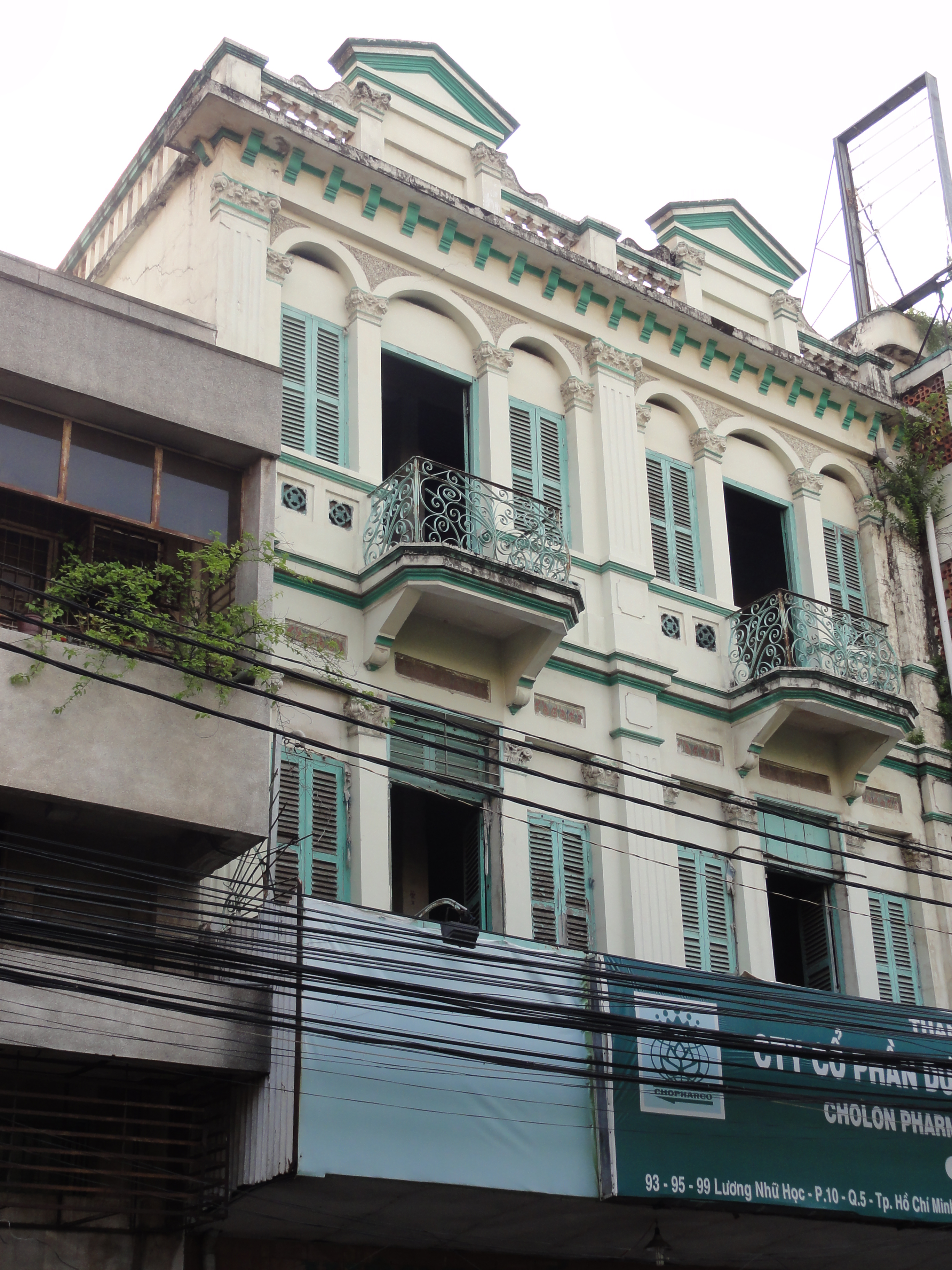
越南堤岸的店屋
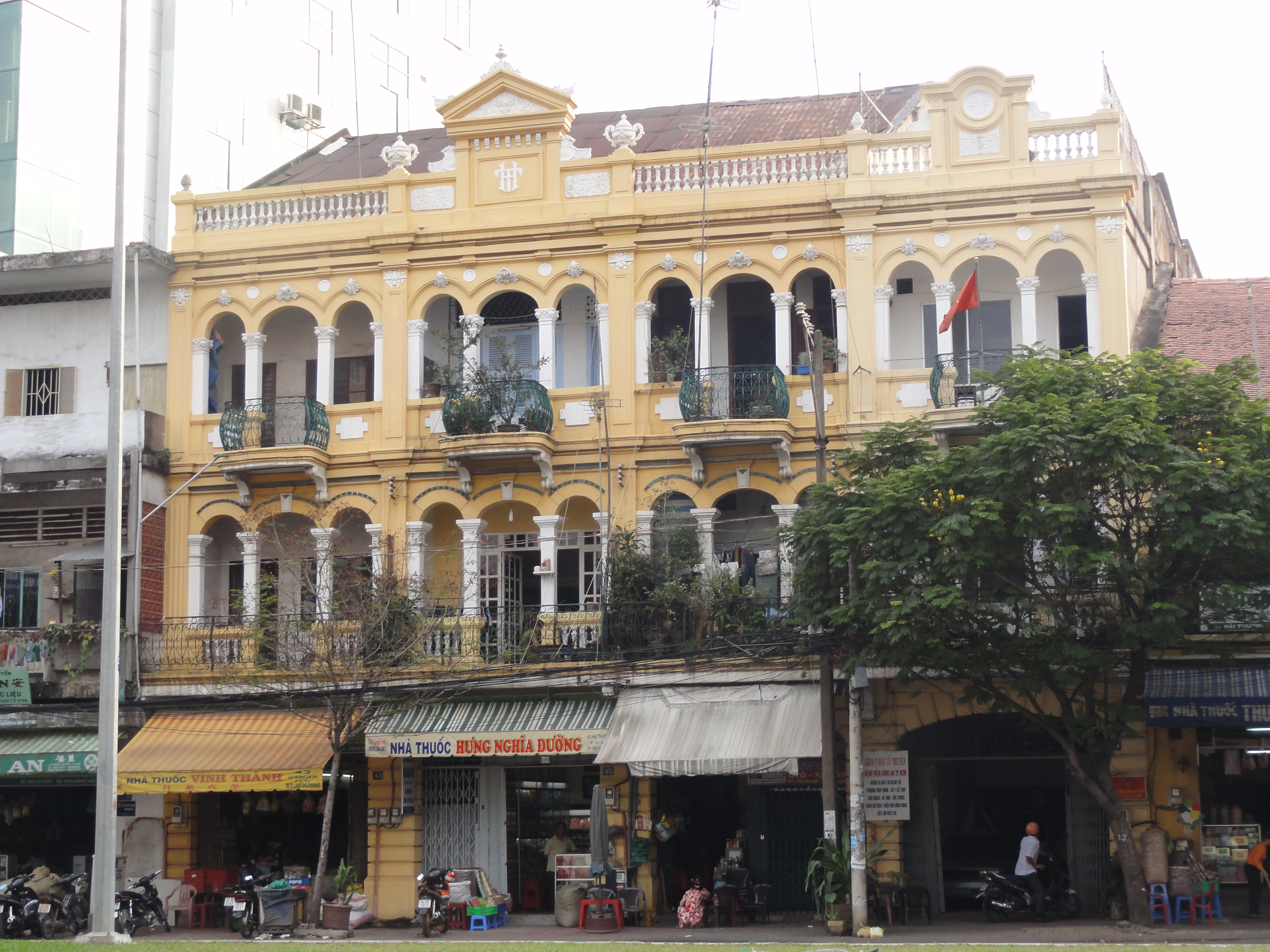
越南堤岸的店屋
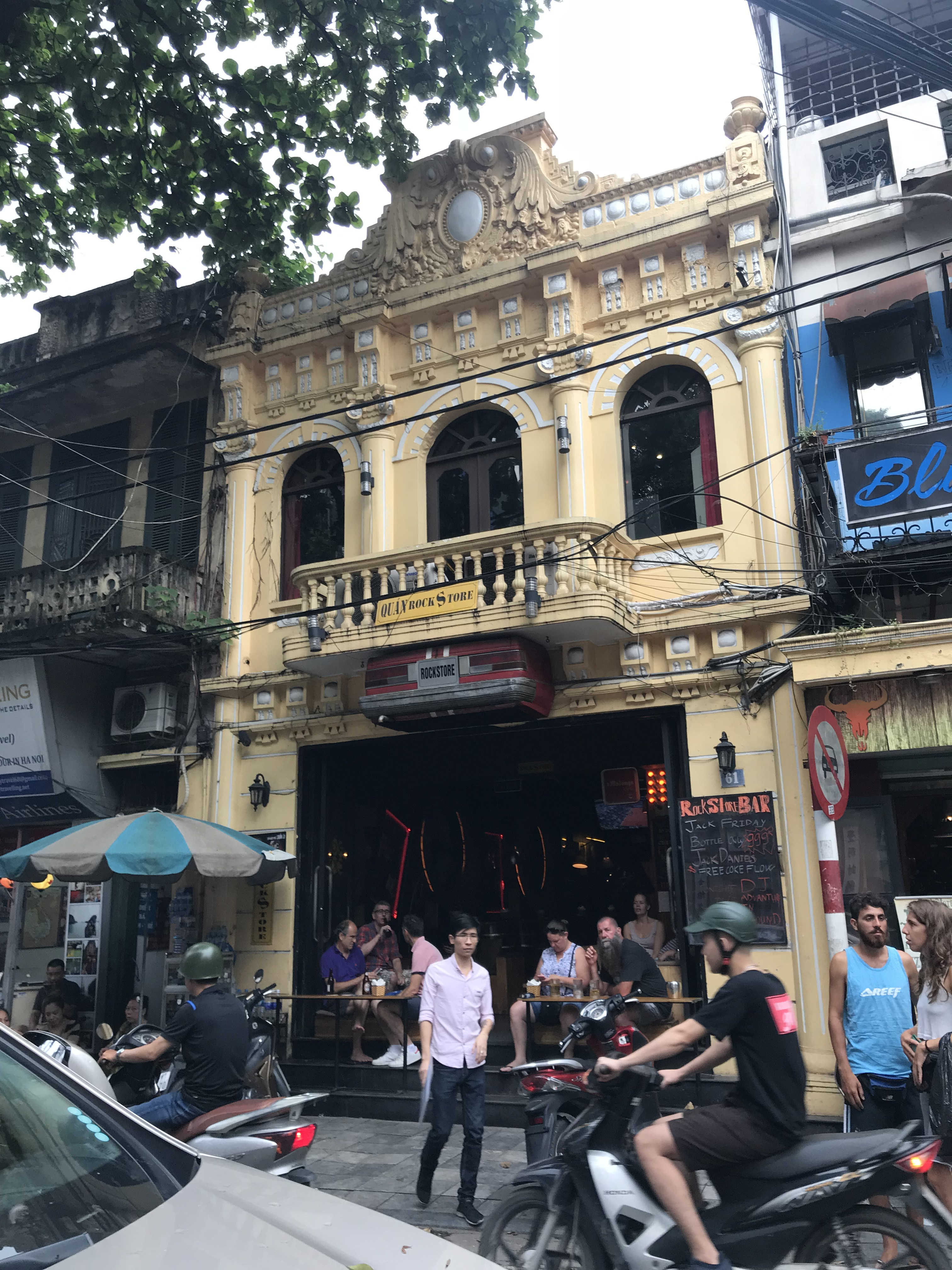
越南河內的店屋
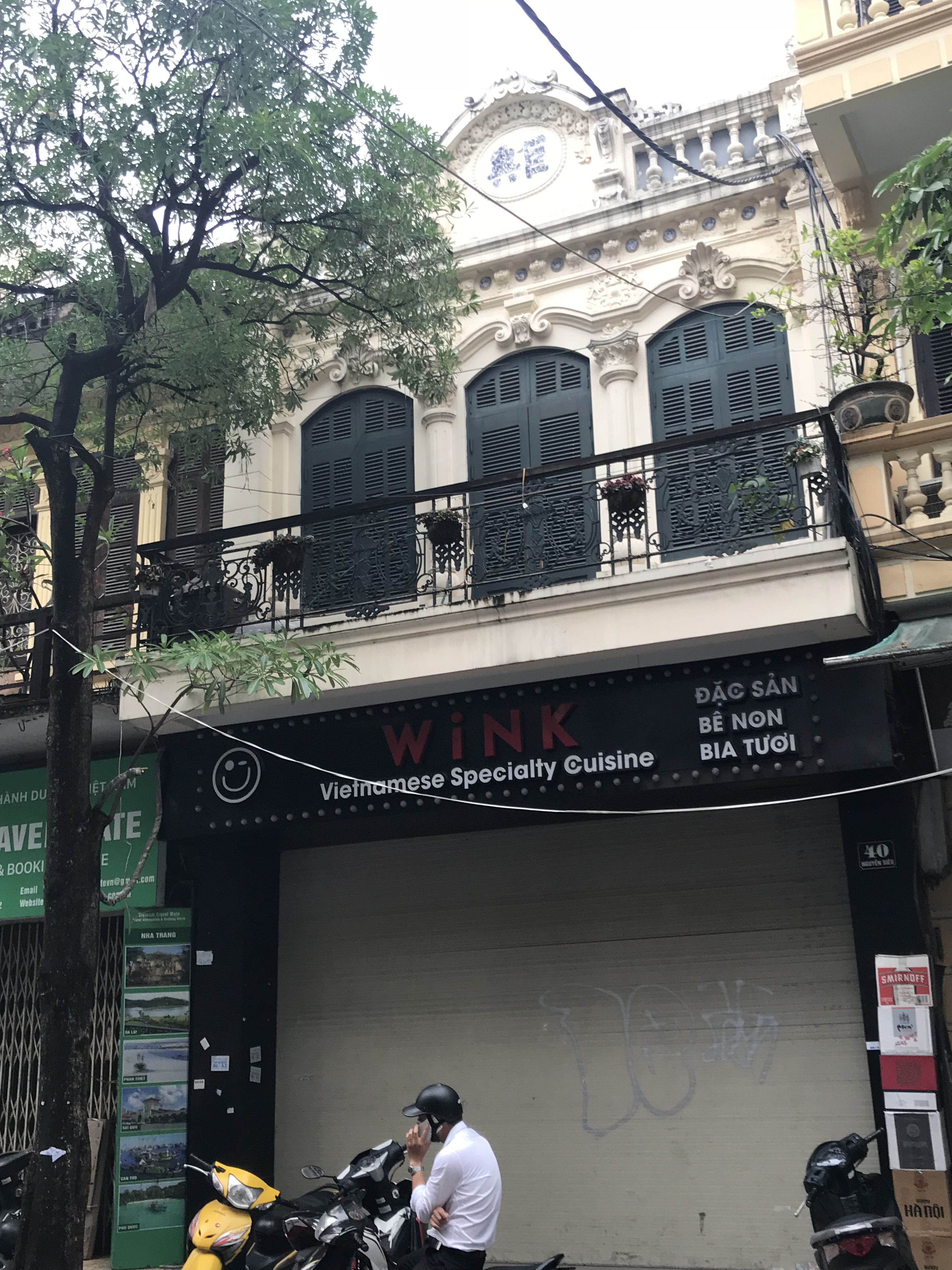
越南河內的店屋
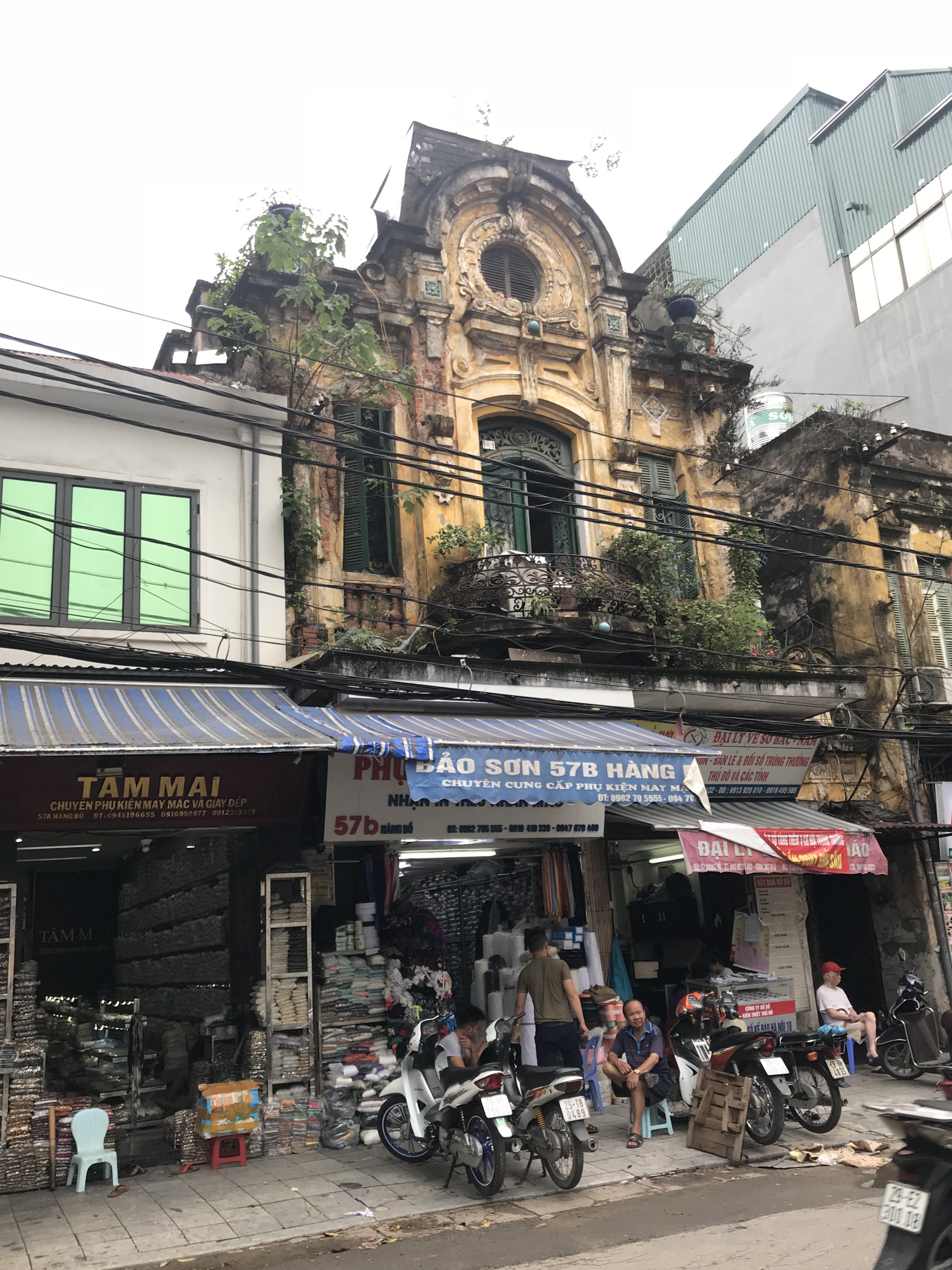
越南河內的店屋
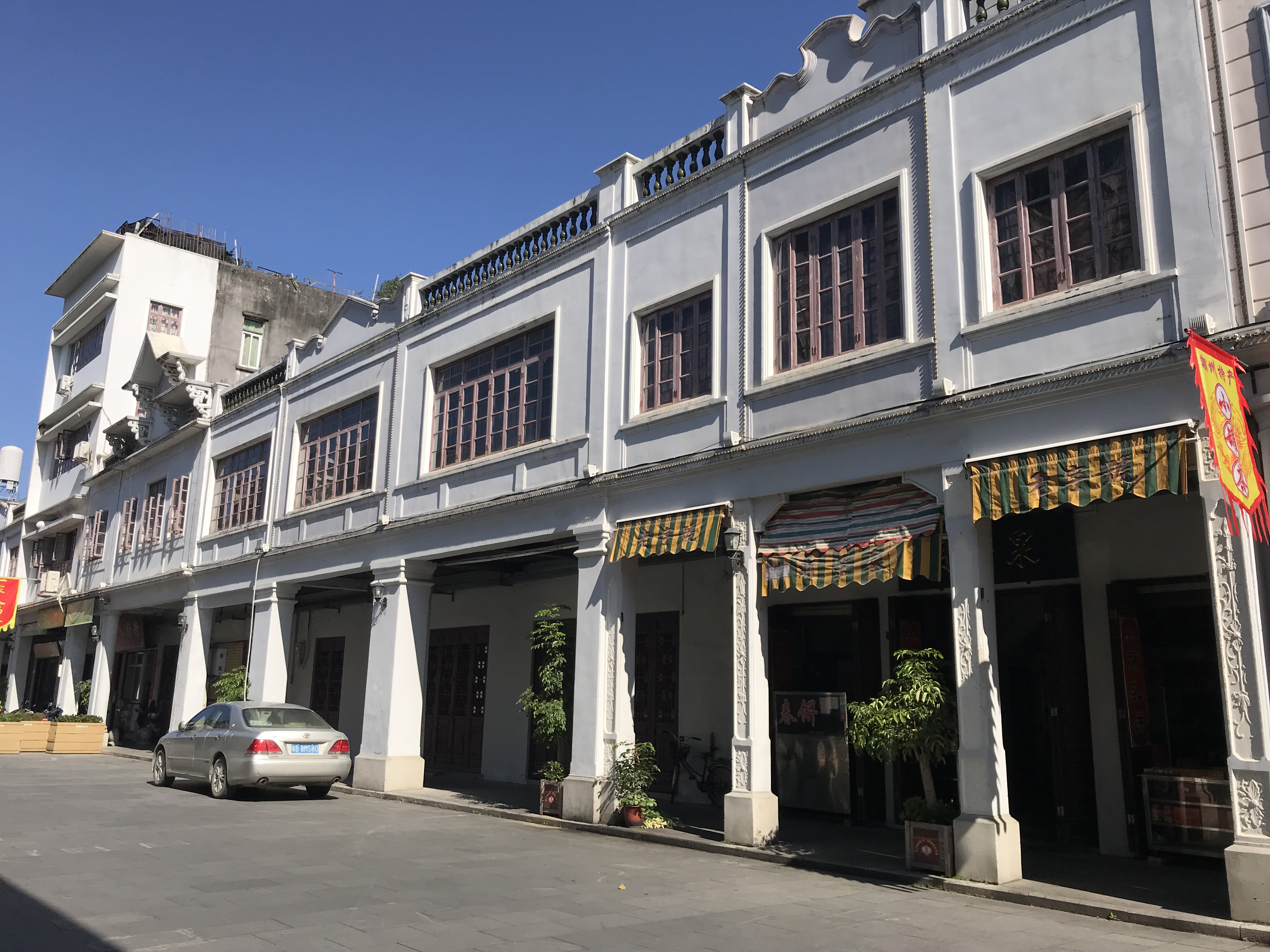
中國潮州市的街屋
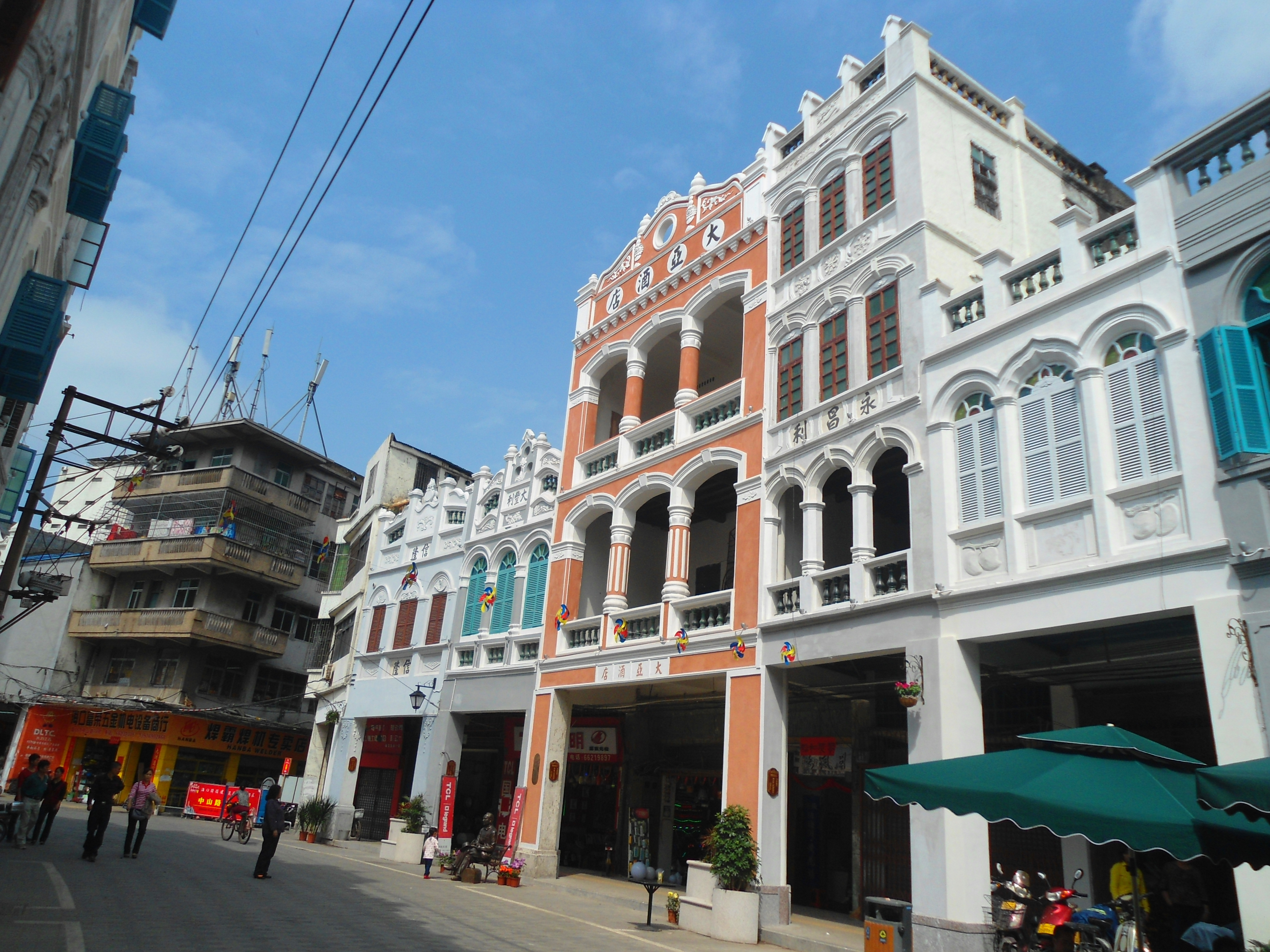
中國海口市的店屋
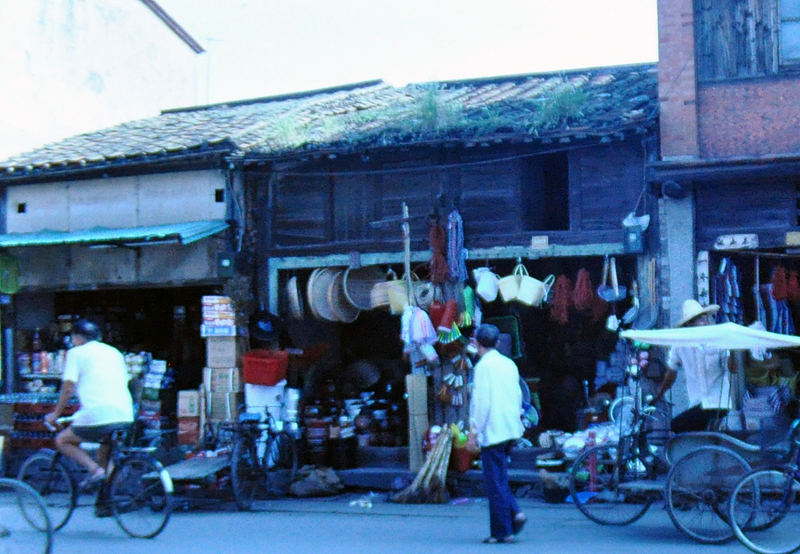
中國泉州市的店屋
菲律賓馬尼拉的店屋
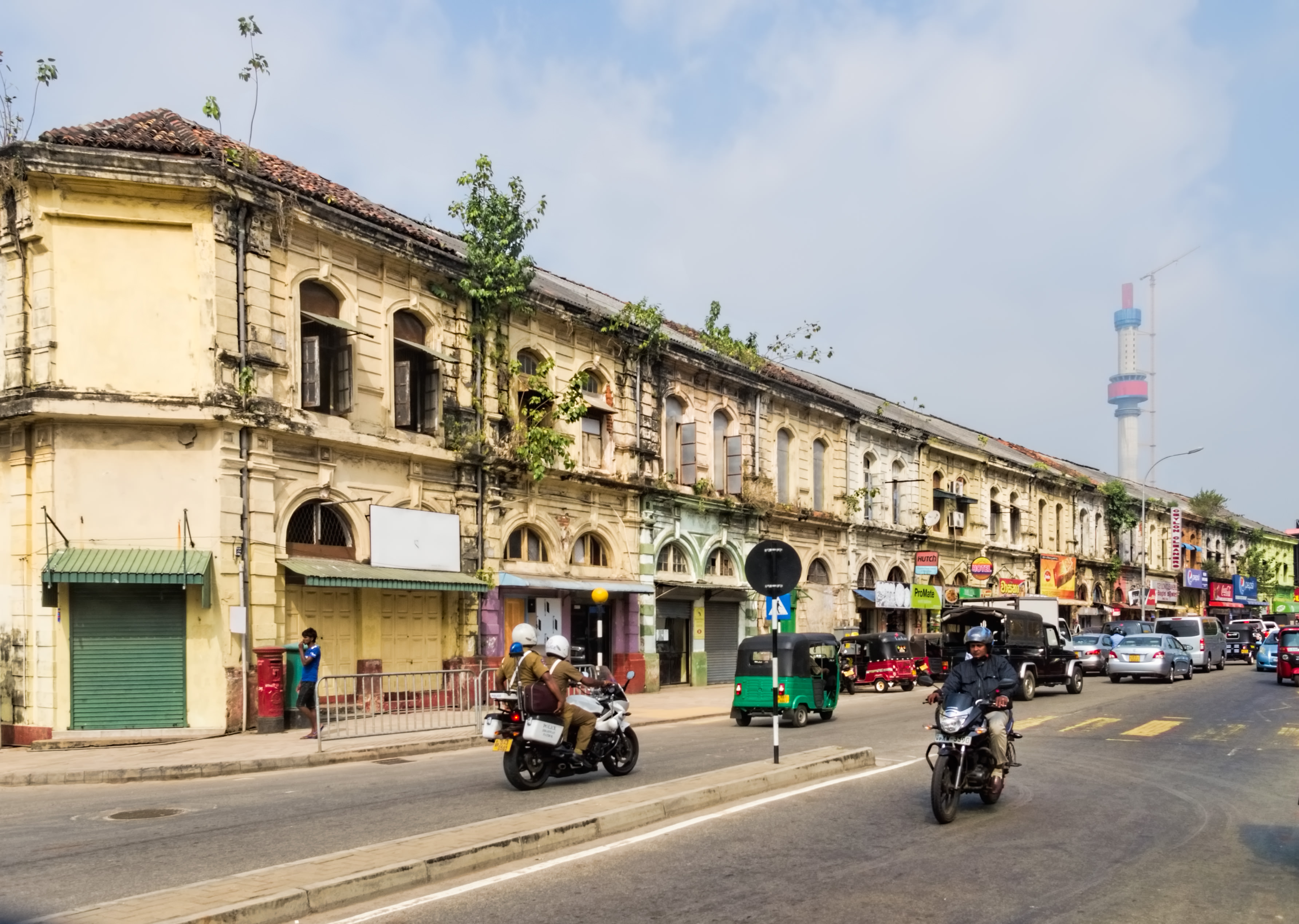
斯里蘭卡可倫坡的店屋

### 引用
1. ↑  . service.wordpedia.com.   [2020-07-21]. （原始内容存档于2019-04-22）.
2. ↑  . 財團法人空間母語文化藝術基金會.   [2023-03-21]. （原始内容存档于2023-03-21） （中文（臺灣））.
3. ↑  Zhu, Jieming, Sim, Loo-Lee, Liu, Xuan, D., Place-Remaking under Property Rights Regimes: A Case Study of Niucheshui, Singapore （页面存档备份，存于）, IURD Working Paper Series, Institute of Urban and Regional Development, UC Berkeley, 2006,  p.13. Accessed 2012-3-30.
4. ↑  Chua, Beng Huat, and Edwards, Norman, Public space: design, use, and management （页面存档备份，存于）, National University of Singapore, Centre for Advanced Studies, Singapore University Press, 1992, p. 4-5. ISBN 9971-69-164-7
5. ↑  Lim, Jon S.H., "The Shophouse Rafflesia: An Outline of its Malaysian Pedigree and its Subsequent Diffusion in Asia", Journal of the Royal Asiatic Society, Volume LXVI Part 1, 1993, pp 47-66.  ISSN 0126-7353

## 外部連結
维基共享资源上的相關多媒體資源：店屋